# Carl Lutz
Pour les articles homonymes, voir Lutz.
Carl Lutz (né Carl Robert Lutz le 30 mars 1895 à Walzenhausen en Suisse et mort le 12 février 1975 à Berne) est un diplomate suisse et Juste parmi les nations, ayant sauvé la vie à des dizaines de milliers de Juifs hongrois lors de la Seconde Guerre mondiale. 
Né dans une famille pauvre et nombreuse dans le pays d'Appenzell, il émigre aux États-Unis à sa majorité après un apprentissage de commerce. Après avoir occupé plusieurs petits emplois entre le Midwest et le Sud des États-Unis, il est engagé par la légation suisse à Washington en 1920, après avoir abandonné le projet de devenir pasteur. Il entre dans le corps diplomatique en 1923 après des études à l'université George-Washington. Il effectue plusieurs missions aux États-Unis avant d'être muté en Palestine mandataire en 1934, où il est chargé de la protection des intérêts allemands dès le début de la Seconde Guerre mondiale.
En 1942, il est transféré en Hongrie, où il exerce les fonctions de vice-consul à la légation suisse à Budapest. Dans cette fonction, il a fourni les papiers qui permirent à plusieurs dizaines de milliers de Juifs d'échapper aux nazis (entre 46 500 et 62 000 personnes), ce qui constitue la plus vaste opération de sauvetage de la Seconde Guerre mondiale. Il négocie pour cela avec les responsables de la Schutzstaffel (SS) à Budapest, dont Edmund Veesenmayer et Adolf Eichmann, et met en place un système de protection centré autour de la Maison de verre. Vers la fin de la guerre, il survit à la bataille de Budapest, mais se retrouve expulsé par les autorités soviétiques.
Son travail n'est pas immédiatement reconnu par ses supérieurs à Berne, y voyant plus un abus de compétence qu'une action humanitaire. En guise de sanction, il poursuit sa carrière consulaire dans différents postes de moindre importance, avant de prendre sa retraite en 1960. Yad Vashem lui octroie le titre de Juste parmi les nations en 1964. En Suisse, la reconnaissance officielle de son sauvetage n'intervient que plusieurs années après sa mort (en 1975). Plusieurs rues et mémoriaux en Europe et en Israël portent son nom, et sa mémoire est perpétuée par différentes associations.

## Origines
Carl Robert naît le 30 mars 1895 à Unterer Wilen (dans la commune de Walzenhausen), dans le canton d'Appenzell Rhodes-Extérieures,. Il est le onzième d'une famille pauvre de dix ou douze enfants. La famille Lutz est méthodiste, courant du protestantisme répandu dans le pays d'Appenzell ; elle est décrite comme pieuse, qualité prêtée également au jeune Carl,. Son père Johannes travaille dans une carrière de pierres, et sa mère Ursula (née Künzler,) enseigne la religion aux enfants du village. Le père de Carl décède alors qu'il a 14 ans et il commence à travailler dès l'âge de 15 ans pour subvenir aux besoins de la famille nombreuse, tout comme ses frères et sœurs.

## Études
Même s'il est reconnu comme bon élève, le jeune Carl n'a pas la possibilité d'aller au gymnase et poursuivre une éducation supérieure, faute d'argent et d’établissement  près de son domicile,. Il entreprend donc un apprentissage en tant qu'employé de commerce dans la fabrique de textile Heinrich Peter à Sankt Margrethen (dans le canton de Saint-Gall) en mai 1910, qu'il conclut en 1913. En parallèle, il suit des cours du soir en gestion et administration.

## Émigration aux États-Unis

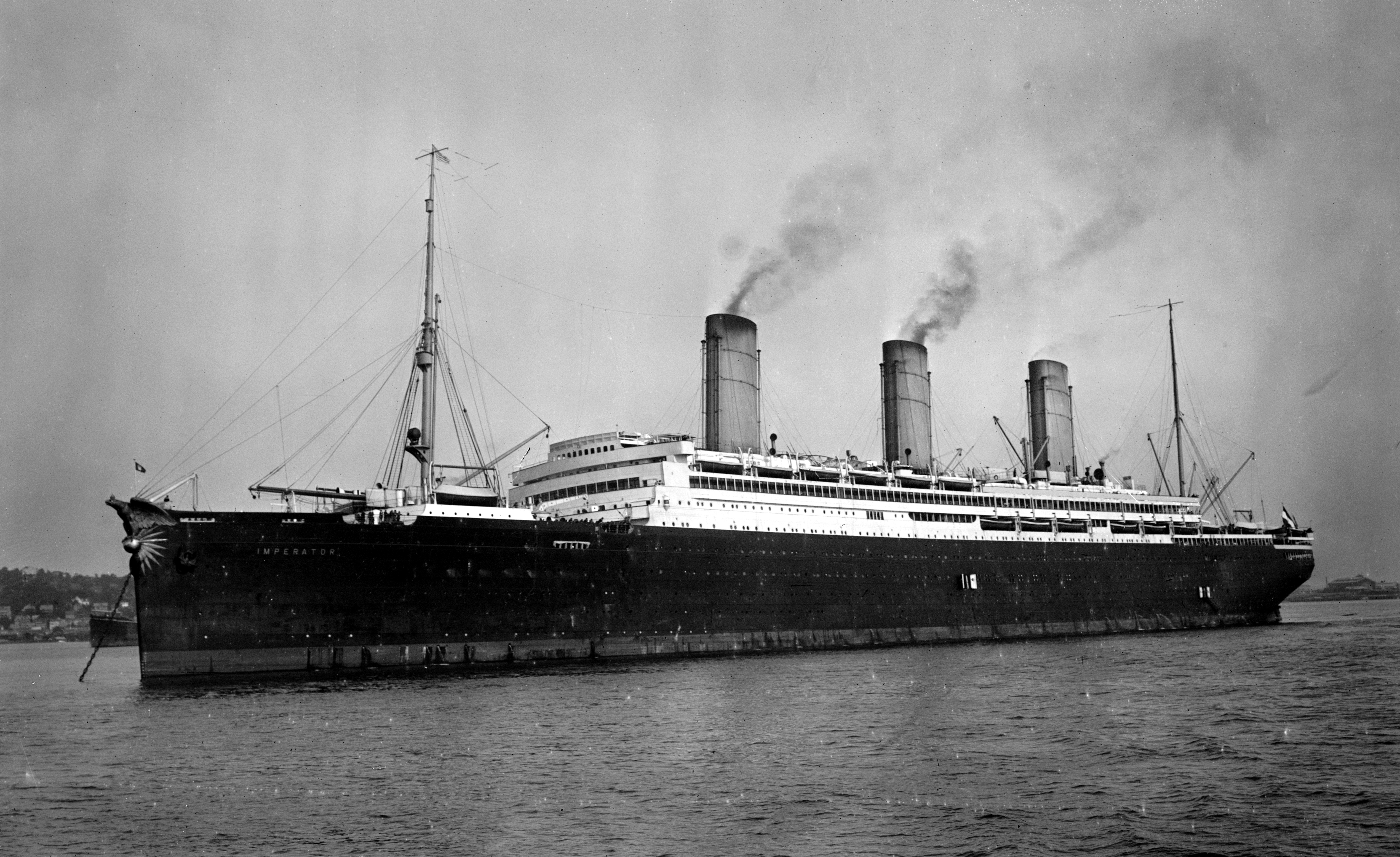
LImperator, navire sur lequel Lutz embarque pour le Nouveau monde.

Alors qu'il finit son apprentissage, il souhaite émigrer aux États-Unis, où les perspectives personnelles et professionnelles lui semblent meilleures qu'en Appenzell,. Ainsi, il embarque le 6 août 1913 à Hambourg à bord de l'Imperator à destination de New York,. Après la traversée de l'Atlantique, il débarque à Ellis Island. Les autorités d'immigration américaines ne le laissent pas débarquer sur le nouveau continent : d'une part, il ne dispose pas de moyens de subsistance ; d'autre part, les autres familles suisses émigrantes ne se rendent pas là où Lutz souhaite. Il attend alors cinq jours sur l'île avant d'être admis grâce à une garantie fournie par la famille Gisler, établie à Saint-Louis. Après un voyage de 30 heures en train, via Cleveland et Chicago, il s’établit à Granite City, dans l'Illinois,. Il trouve d'abord employé auprès de la National Enameling and Stamping Company, un travail physiquement dur. Selon Tschuy, Lutz vit les cinq pires années de sa vie à Granite City, malgré les horreurs qui l'attendent en Hongrie.

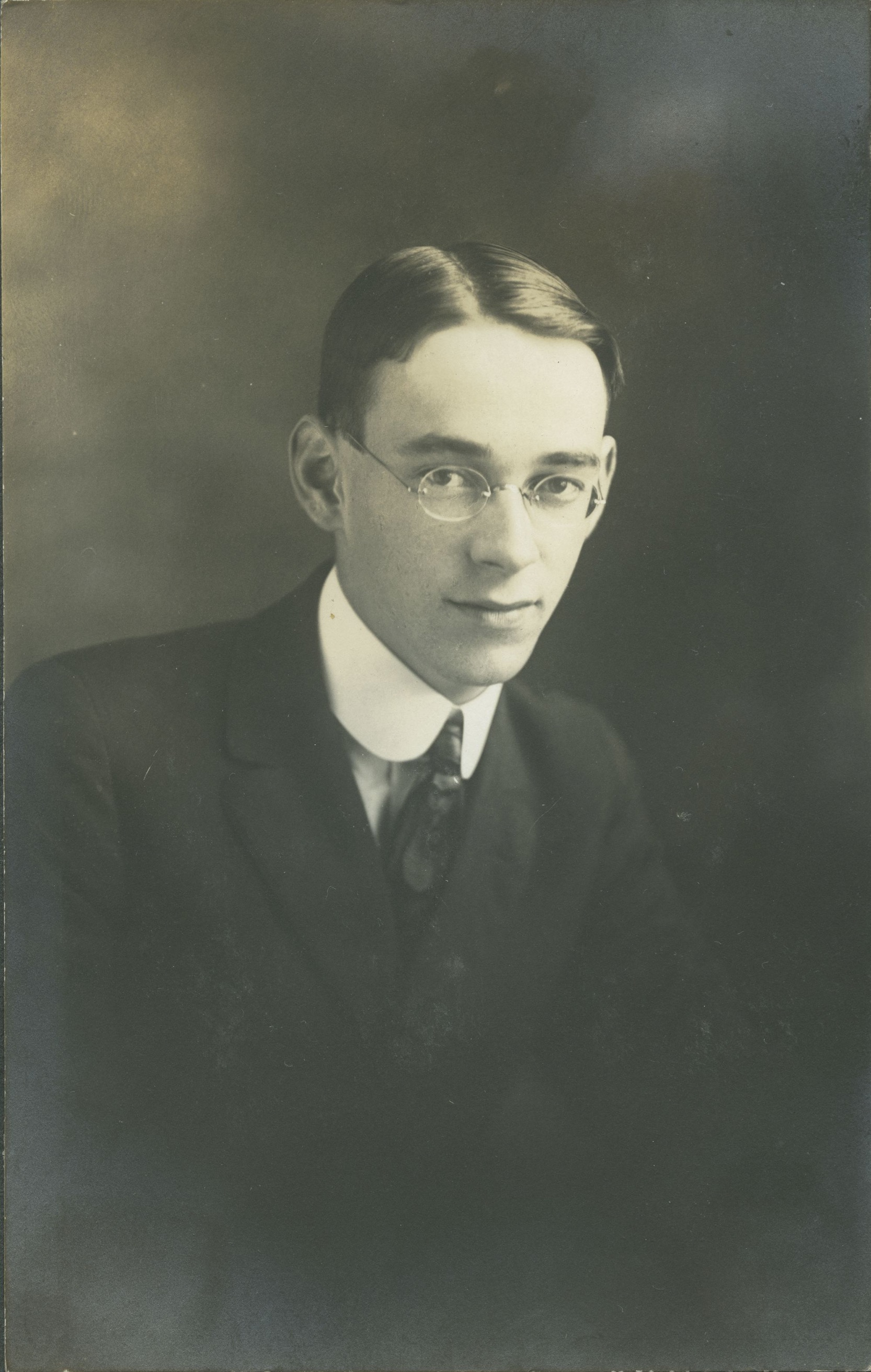
Portrait photographique de Carl Lutz (entre 1913 et 1920).

Alors que les États-Unis s'impliquent dans la Première Guerre mondiale en avril 1917, par peur d'être recruté de force, il fuit Granite City quelques semaines après et commence un périple entre le Kentucky, le Tennessee, la Louisiane, l'Arkansas et l'Oklahoma, vivant de petits boulots. Il se retrouve également dans l'impossibilité de retourner en Europe, à cause du blocus de l'Atlantique. Ayant réussi tout de même à se faire exempter du service militaire invoquant un traité entre les États-Unis et la Suisse, il revient alors à son ancien emploi à Granite City.

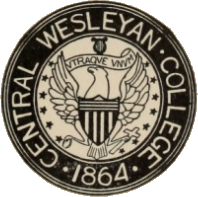
Sceau du Central Wesleyan College, où Lutz étudie dans la perspective de devenir pasteur.

Après la fin de la guerre, il continue à fréquenter les cours du soir, de manière à pouvoir remplir les critères pour entreprendre des études universitaires. En 1919, il s'inscrit au Central Wesleyan College à Warrenton, où il fréquente principalement des cours d'arts libéraux et de théologie, afin de devenir pasteur,. N’étant pas bon orateur, il abandonne son projet de ministère itinérant avec un groupe de gospel,. 

## Entrée dans la diplomatie
Cherchant une nouvelle orientation personnelle, il quitte son université à l'été 1920. Il se rend par la suite à Washington pour travailler à la légation suisse,. Il est engagé à l'origine pour trois mois en tant que traducteur anglais-allemand, puis se voit octroyer un emploi permanent au bureau des passeports et des registres, emploi proposé par le ministre résident Marc Peter,. Il abandonne alors toute ambition d'une carrière religieuse. 

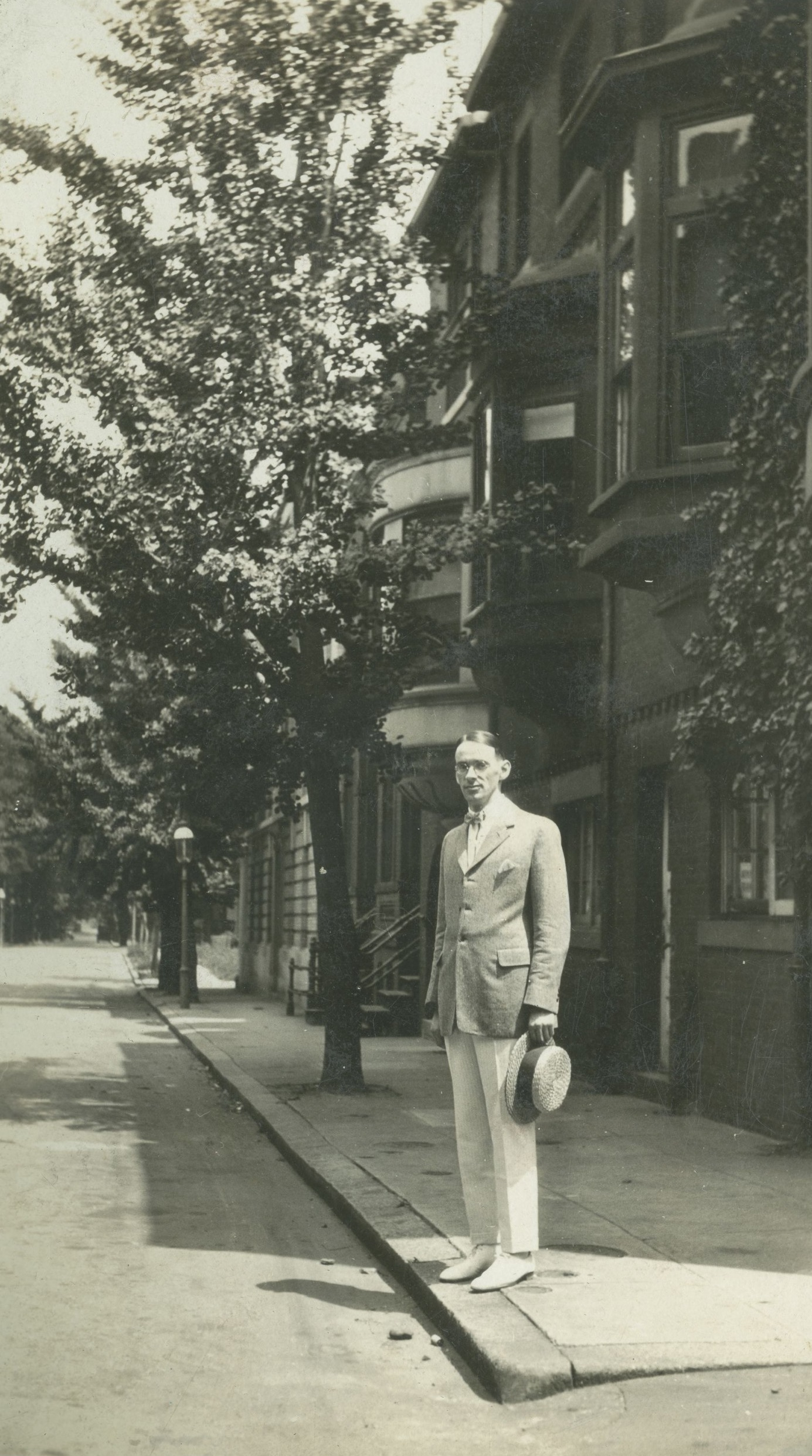
Carl Lutz devant sa maison à 1828 Corconan Street, à Washington (entre 1921 et 1927).

Peu de temps après avoir été engagé, sa mère lui rend visite, et ils achètent tous les deux une maison dans le quartier Northwest, à 1828 Corcoran Street. En même temps, il s'inscrit à la université George-Washington pour y étudier le droit et l'histoire lors de cours du soir. Lors de cette période à Washington, Lutz passe d'un homme modeste, pieux, à un homme ouvert, presque mondain,. Il conclut ses études en 1923 (ou 1924) avec un Bachelor of Arts,, et est admis au corps diplomatique suisse le 20 juillet de la même année.
En 1926, il est muté à Philadelphie en tant que secrétaire de chancellerie, pour y aider le consul honoraire sur place. Toutefois, il ne se plaît pas dans cette nouvelle fonction, ce qu'il ne manque pas de faire savoir à la Centrale à Berne lors d'un voyage de retour au pays la même année.
Il est de nouveau muté en 1930 à New York. Il n'y trouve pas non plus son compte, car il souffre de claustrophobie (en particulier dans le métro lors de ses voyages pendulaires). Après être tombé malade de la grippe en 1930, un médecin bernois le remet un certificat médical lui diagnostiquant une angine ulcéreuse et une néphrite,.  Le médecin le met en garde, lui prescrivant du repos dans les montagnes, sous peine de contracter la tuberculose,. Ses supérieurs à Berne restent toutefois insensibles à ses soucis médicaux, et décident de le muter à Saint-Louis (au climat humide) en octobre 1933 et en guise de compensation, le promeuvent au rang de secrétaire de première classe,.
Lors de cette dernière mutation aux États-Unis, Lutz fait toutefois la rencontre d'une compatriote bernoise, Gertrud Fankhauser, dite « Trudi », arrivée aux États-Unis en 1931 et employée au consulat suisse à Saint-Louis,. Ils se marient à Berne le 24 janvier 1935.

## Mission en Palestine (1934-1941)

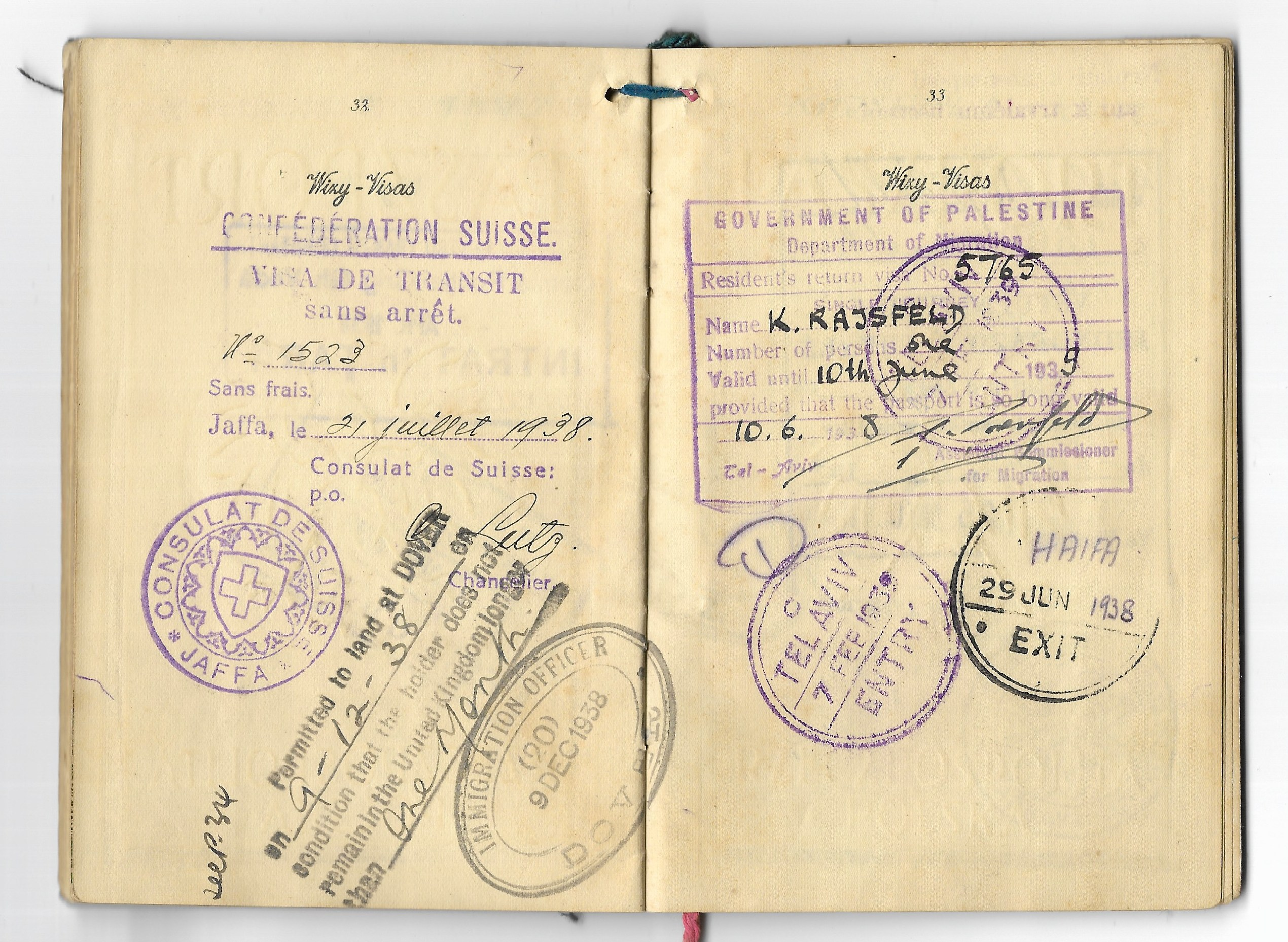
Visa de transit octroyé à K. Rajsfeld par Carl Lutz, en juillet 1938.

À la fin de l'automne 1934, il est de nouveau muté, non pas en Europe comme Lutz l'aurait souhaité (à Londres en particulier), mais en Palestine. Il embarque à Trieste à bord du navire à vapeur italien Gerusalemme avec sa femme Trudi à la fin janvier 1935 et débarque à Jaffa. Il est alors rattaché à Jonas Kübler, un Suisse né en Palestine, entrepreneur local, portant également le titre de consul honoraire depuis 1927.

### Rapports de travail tendus

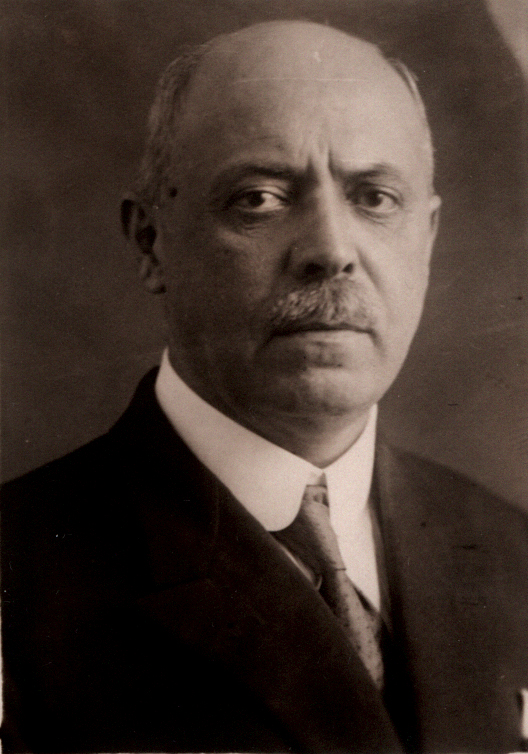
Jonas Kübler, consul honoraire de Suisse en Palestine et supérieur hiérarchique de Lutz.

Lutz découvre toutefois que la comptabilité des activités consulaires tenue par Kübler et son beau-fils, P. E. Schweizer, est lacunaire, la correspondance désordonnée et il n'existe aucun registre consulaire. Il s'emploie alors avec sa femme à remettre de l'ordre dans les affaires consulaires.
Une certaine tension s'installe également entre Lutz et la Centrale. Cette méfiance et presque mépris envers Lutz et sa mission est dû en partie au non-respect des usages au sein du Département politique fédéral (DPF) par Lutz. En 1937, il écrit directement à son conseiller fédéral de tutelle, Giuseppe Motta, pour se plaindre de sa situation, sans en référer à son chef hiérarchique, en particulier pour regretter que les autres pays européens aient des consulats (voire consulats généraux) en Palestine, alors qu'il est le seul pour la Suisse, et sans les fonctions officielles de consul. Plus tard, il se plaint que son supérieur, le consul honoraire Kübler, soit près de quatre mois par an en vacances en Suisse, négligeant le travail à la chancellerie consulaire. 
Un autre incident a lieu avec le ministre suisse à Londres, Charles Rudolphe Paravicini : Lutz lui ayant adressé un courrier peu courtois, Paravicini demande une réprimande formelle de Lutz pour manquement de discipline. Les services consulaires à Berne prennent alors la défense de Lutz, ayant acquis aux États-Unis la réputation d'un collaborateur fiable et tranquille. Berne met alors cet excès sur le compte de ses ennuis de santé à la fin de son séjour américain et de la situation tendue en Palestine. Berne utilise toutefois cet incident pour refuser la promotion définitive de Lutz au titre de vice-consul. La Centrale rappelle également Lutz à l'ordre pour avoir sauvegardé des copies privées de ses rapports sur la situation en Palestine, ce qui va à l'encontre des directives de l'administration fédérale.

### Activités consulaires dans une zone à risques

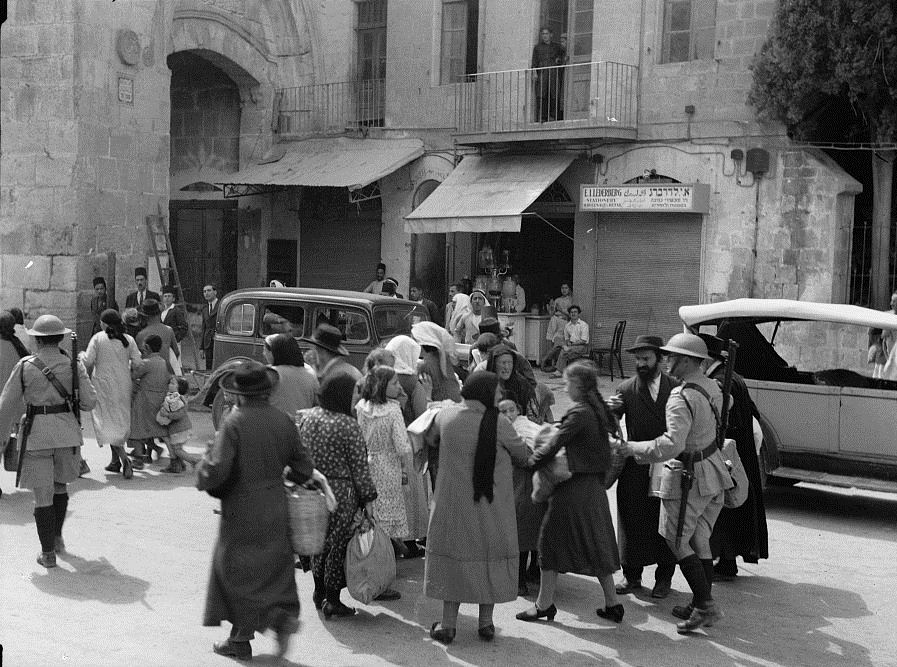
Les troubles interethniques éclatent dès 1936, alors que Carl Lutz vient d'arriver à son poste en Palestine.

Il est témoin au premier plan à la Grande révolte arabe qui commence dès 1936, à la suite de l'émigration sioniste en Palestine, particulièrement d'Allemagne, où le parti national-socialiste est au pouvoir depuis 1933. Le couple Lutz est à ce titre témoin du meurtre de quatre Juifs par une foule armée lors de la fête de Pâques de 1936,. Rosenberg souligne que Lutz montre une certaine antipathie envers les exilés juifs allemands, car il emprunte des éléments de langage similaires à ceux pratiqués en Allemagne à ce moment-là,. Dans un extrait de son journal, il parle de « grand nettoyage en Allemagne » et que « l'hygiène [des juifs] correspond à celle du milieu oriental »,. Rosenberg met toutefois ce vocabulaire aussi sur le compte de sa dévotion, rappelant que Lutz considère la Palestine en premier lieu comme la Terre sainte (chrétienne), et non comme territoire où vivent arabes et juifs.
Au milieu des troubles en Palestine, le consulat à Jaffa, majoritairement arabe, est fermé, pour être déplacé à Tel-Aviv, quartier adjacent à prédominance juive, où le couple Lutz établit sa nouvelle résidence,. La dégradation toujours plus rapide de la situation en Allemagne fait bondir les chiffres de l'immigration juive en Palestine, de sorte que les britanniques décident en mai 1939 de limiter le nombre d'arrivées à 75 000 personnes pour les cinq années suivantes,. Il continue à rédiger des rapports au sujet de cette situation à l'attention de Berne, changeant progressive d'attitude envers le sort des Juifs. C'est devenu manifeste juste avant le début de la guerre, lorsque Lutz considère dans ses rapports que le motif principal d'immigration en Palestine n'est plus la religion ou l'idéologie, mais le besoin de fuir la violence antisémite omniprésente dans le Reich.

### Mandats de protection des intérêts allemands

#### Protection des intérêts allemands en Palestine
Alors que le Reich entre en guerre avec le Royaume-Uni le 3 septembre 1939, la diplomatie allemande cherche à confier la protection de ses intérêts en Palestine (territoire sous administration britannique). Ses diplomates demandent alors à la Suisse, neutre, de s'occuper des quelque 2 500 citoyens allemands dans les camps d'internement (sans compter les 70 000 juifs allemands) et les possessions allemandes (pour une valeur de 25 millions de livres),. Lutz est chargé de cette tâche importante, et Berne lui octroie, non sans réticence, le titre de vice-consul pour la remplir. Selon l'acte de nomination signé par le conseiller fédéral Giuseppe Motta, n'est que « personnel et honorifique … [et] n'entraîne pas de promotion » pour Lutz. 
Ce mandat ne dure toutefois que six semaines, à cause d'un malentendu. Le Ministère des Affaires étrangères du Reich décide de confier ses intérêts à l'Espagne franquiste par voie de télégramme datant du 18 septembre 1939, alors que Berne est chargée du même mandat trois semaines plus tôt, en informant Lutz le 22 septembre. Cette décision est contestée à la fois par le consul-général espagnol en Palestine, le gouvernement britannique et la population locale. Ce malentendu n'est toujours pas totalement éclairci depuis. 
Juste après le début de la guerre, les activités consulaires suisses en Palestine intéressent les services de renseignements britanniques, car les citoyens allemands à protéger ne sont pas tous des Juifs ou des missionnaires chrétiens, mais également des fidèles partisans du Reich et du NSDAP. Cette attention des services secrets oblige Lutz à s'autocensurer dans ses rapports à Berne, ce dont il se plaindra lors d'un retour au pays en novembre 1940. Des bruits circulent également en Suisse au sujet de Lutz, selon lesquels il serait un sympathisant nazi et qu'il aurait rencontré le ministre allemand à Constantinople en octobre 1940, Franz von Papen. Cela aurait poussé la Centrale à retarder le retour de Lutz à Tel-Aviv, de peur de voir son vice-consul refoulé à la frontière par les Britanniques pour intelligence avec l'ennemi.
Selon Tschuy, Lutz est affecté par le retrait de ce mandat, physiquement (dormant peu et sillonnant la Palestine) et psychologiquement (tensions entre Berne, Berlin et Londres). Il recevra quand même en juin 1941 une lettre de remerciement de la part du consul allemand en Palestine, Otto Eckardt, pour le travail accompli. Rosenberg considère que cette lettre servira Lutz ensuite lors de sa mission à Budapest.

#### Tentative de protection des intérêts allemand en Yougoslavie
Alors qu'il est de retour à Zurich, Lutz reçoit un télégramme de la Centrale le dimanche de Pâques (13 avril) 1941,, lui sommant de se rendre immédiatement à Berlin. Les services de Joachim von Ribbentrop demandent à la Suisse de prendre en charge des intérêts des quelque 800 000 ressortissants yougoslaves présents dans le Reich allemand. Il reprend ainsi le mandat des mains d'Ivo Andrić, ministre yougoslave à Berlin. Le mandat est toutefois de courte durée : la Wehrmacht envahit les Balkans dès le 27 mars, et la Yougoslavie capitule le 17 avril. Le 30 avril 1941, le gouvernement du Reich fait officiellement savoir à la Suisse que ses services ne sont plus requis en Yougoslavie,. Lutz rentre à Berne le 3 juin. Il est alors provisoirement muté au bureau des affaires légales (en allemand « Rechtsbüro ») du DPF, avant d'être affecté à Budapest.

## Vice-consul à Budapest (1942-1945)
Alors que le conflit mondial s'étend aux États-Unis en 1941, la Suisse décide d'ouvrir plusieurs sections dites « des intérêts étrangers » (en allemand « Abteilung für fremde Interessen ») dans les pays de l'Axe. C'est le cas aussi à Budapest, où Carl Stucki demande l'ouverture d'une telle section à la légation suisse sur les rives du Danube, peu de temps avant Noël 1941,. La Confédération est ainsi chargée de représenter les intérêts de quatorze pays dans le royaume, dont ceux des États-Unis, du Royaume-Uni (inclus des dominions et des colonies), de la Belgique, de la Yougoslavie, de l'Égypte et du Chili,.

### Arrivée en Hongrie

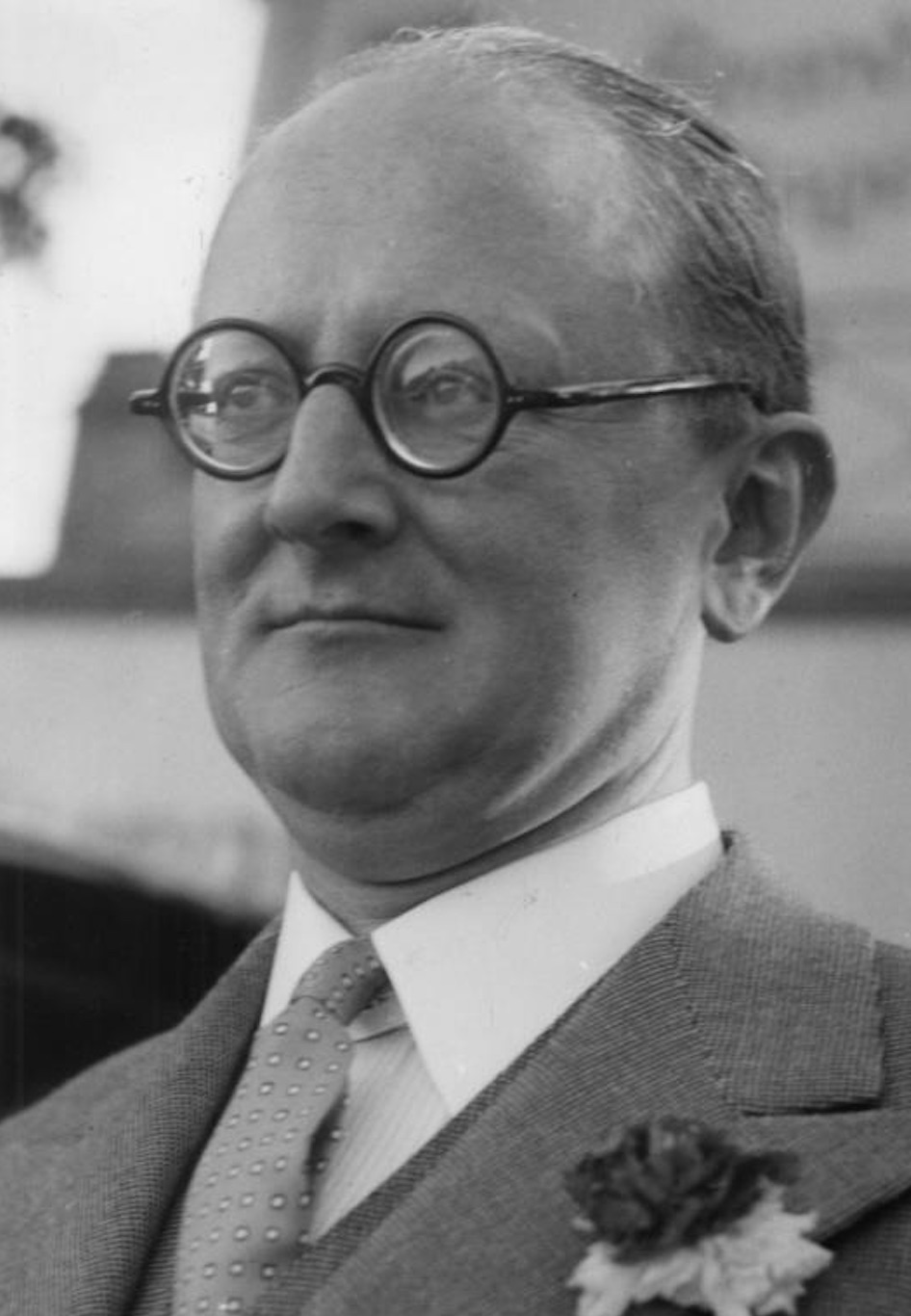
Maximilian Jaeger, ministre de Suisse en Hongrie (entre 1938 et 1944), alors que Lutz y est vice-consul.

Carl Lutz et sa femme Gertrud prennent le train à Sankt Margrethen le 31 décembre 1941 au soir, majoritairement occupé par des officiers de la Wehrmacht et des dignitaires du NSDAP, et arrivent à Budapest à l'aube du 2 janvier 1942, après un détour par Munich. Ils sont accueillis par le chef de la légation suisse, le ministre Maximilian Jaeger. Même si Lutz, en tant que vice-consul, lui est directement subordonné, sa position de chef de la section des intérêts étrangers lui garantit une certaine autonomie.

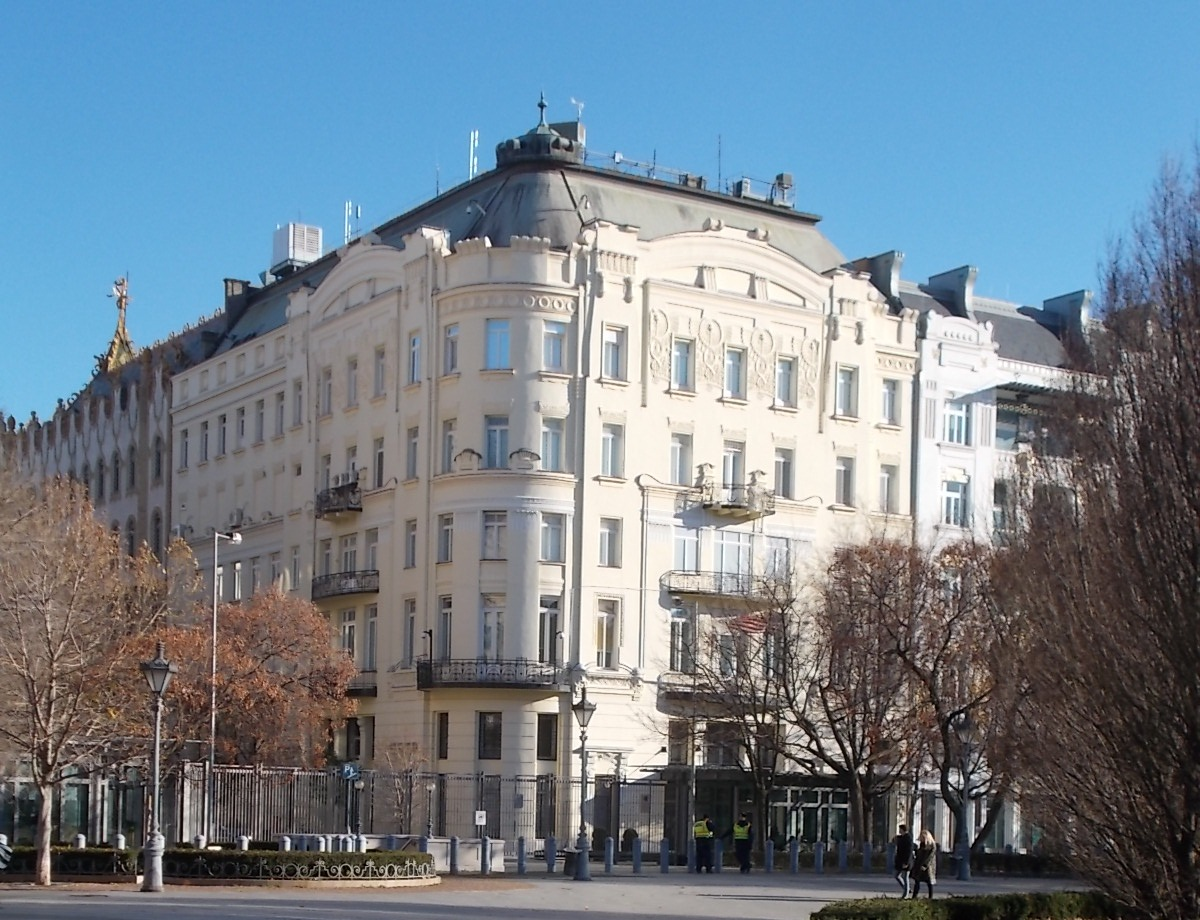
Locaux de l'ambassade américaine sur Szabadság tér (place de la Liberté) à Budapest, où Lutz installe ses bureaux.

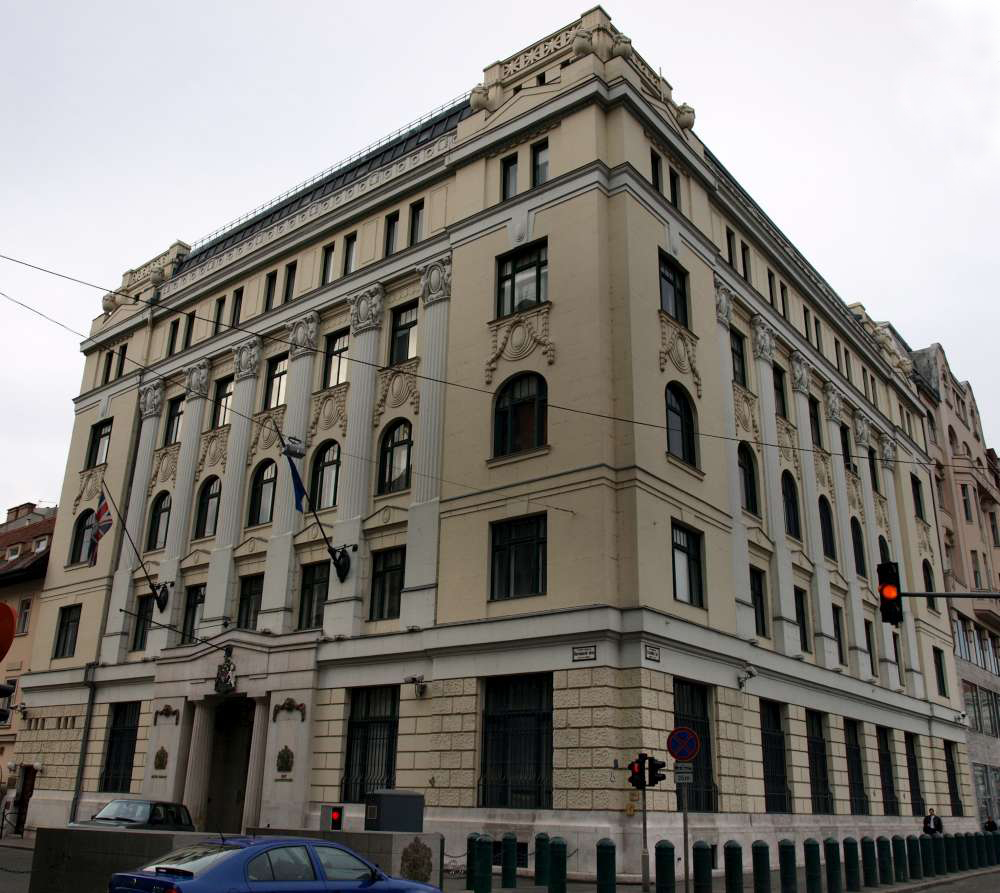
Ancien siège de l'ambassade britannique à Budapest, près du château de Buda, également utilisé par les services de Lutz.

Reprenant la représentation des intérêts d'une dizaine de pays, Lutz dispose de plusieurs locaux répartis à travers Budapest. Il installe ses bureaux dans les locaux de l'ancienne ambassade américaine (dotée d'une vingtaine de pièces de travail), située au centre-ville, sur Szabadság tér (place de la Liberté). Il installe sa résidence privée dans le bâtiment de l'ancienne ambassade britannique (comptant plus de cinquante pièces, une des plus belles de la capitale hongroise), près du château de Buda. Il travaille pendant environ trois semaines avec les employés de la légation américaine, afin de reprendre de manière ordonnée les dossiers consulaires ; le personnel américain quitte le royaume le 21 janvier 1942.
Le diplomate suisse est ainsi responsable d'environ 3 000 personnes, et exécute son mandat à la grande satisfaction de son chef Jaeger, qui recommande à Marcel Pilet-Golaz (nouveau chef du DPF) de le nommer consul,. La Centrale ne partage toutefois pas l'enthousiasme de son ministre à Budapest (notamment à cause du passif en Palestine), et préfère nommer Lutz au titre de vice-consul de première classe avec effet au 1er janvier 1943,.

### Situation des Juifs hongrois
Les Juifs hongrois font l'objet de premières discriminations dès le début des années 1920 avec la terreur blanche. S'ensuivent les lois raciales modelées sur celles de Nuremberg, puis l'exclusion des élites de confession juives, instaurant un numerus clausus de 20 % dans chaque catégorie professionnelle.
Le 20 janvier 1942, quelques semaines après l'arrivée de Lutz en Hongrie, la conférence de Wannsee, où sont élaborés les détails de la Solution finale, a lieu à Berlin sous la direction de Reinhard Heydrich et la participation d'Adolf Eichmann et de divers représentants de la machine administrative du IIIe Reich. Le nombre de 742 800 Juifs est mentionné pour la Hongrie lors de cette conférence. Le camp d'Auschwitz est déjà partiellement construit et procède aux premiers gazages. Lutz est au courant de la situation à Auschwitz dès 1942, après avoir posé la question à un employé de l'ambassade allemande à Budapest, information que le ministre Jaeger transmet au DPF à la fin de l'année. La Hongrie compte à ce moment plus de 800 000 Juifs, dont 250 000 à 350 000 à Budapest (soit 20 % de la population de la ville).
Cette tranquillité ne se manifeste toutefois pas dans les zones occupées par l'armée hongroise, en particulier certaines parties de la Galicie et de l'Ukraine occidentale. Entre 1941 et 1942, plusieurs massacres (dont celui de Kamenets-Podolski et à Novi-Sad) coûtent la vie à plus de 3 000 civils, dont beaucoup de Juifs. 

Miklós Horthy, qui règne en tant que régent sur la Hongrie après la chute du gouvernement communiste, ne suit toutefois l'idéologie destructrice des nazis. Même si Horthy n'est pas un ami des Juifs, il temporise pour mettre en place la politique raciale nazie, à la colère du Führer, Adolf Hitler. Prenant connaissance des massacres des Einsatzgruppen derrière le front russe, Horthy n'ignore pas que le but final n'est pas une relocalisation des populations juives d'Europe, mais bien un nettoyage ethnique. Même s'il ne s'oppose pas au regroupement forcé des Juifs hongrois, il s'oppose à leur déportation hors de Hongrie, mais reste silencieux face aux exactions commises par l'armée en début 1942. 

### Opération de sauvetage d'enfants (1942-mars 1944)
Le 28 mars 1942, le Foreign Office demande à la légation suisse à Londres si les services de Carl Lutz peuvent identifier 200 enfants. Tous ont de moins de 16 ans, enfants de Juifs des pays voisins de la Hongrie (dont certains déjà morts) et destinés à émigrer en Palestine, ils sont à ce moment-là sous la protection de réseaux juifs clandestins qui veulent les évacuer des zones de guerre. Le DPF répond de manière négative à cette demande, invoquant le fait que les enfants ne sont pas de nationalité britannique, et qu'une telle action humanitaire serait du ressort du Comité international de la Croix-Rouge (CICR),. Londres réitère la demande, assurant que cette action ne se produirait qu'une seule fois, à la suite de quoi Berne accepte, pour éviter de brusquer les Britanniques.
Une fois la directive arrivée à Budapest, Lutz fait la rencontre de Moshe Krausz, le représentant à Budapest de l'Office pour la Palestine de l'Agence juive, responsable ainsi de l'immigration légale en Palestine depuis la Hongrie. Ensemble, Lutz et Krausz s'occupe de l'établissement des autorisations de sortie de Hongrie, des papiers de protection suisses et des laissez-passer pour les pays de transit (Roumanie, Bulgarie et Turquie). À ce moment, les autorités hongroises collaborent de manière étroite avec la légation suisse.
Après une première opération réussie (les enfants arrivent sains et saufs en Palestine), Krausz effectue une nouvelle demande pour identifier 180 enfants de Slovaquie, mais sans passer par la voie officielle en informant Berne et Londres. Lutz accepte quand même la demande. Selon Tschuy, cette acceptation de la part de Lutz est due au fait qu'il n'a lui-même pas d'enfant avec sa femme Trudi, informant Berne qu'il se limiterait juste à la vérification des identités,. Il n'attend toutefois pas le feu vert de ses supérieurs à la Centrale pour commencer le travail administratif. Il procède ainsi, nolens volens, à la mise sous protection suisse de groupes d'une cinquantaine d'enfants et adolescents chaque semaine, pendant plusieurs mois.
Les activités du vice-consul, sortant quelque peu du mandat de protection officiel, font du bruit jusqu'à Berne. D'une part, un article paraît dans l'édition du 16 juillet 1942 du journal Der Bund, relatant l'action des services de Lutz,. D'autre part, à l'été 1943, un haut-fonctionnaire du DPF (parlant au nom du conseiller fédéral Pilet-Golaz) indique  au vice-consul : « Il est bien entendu que de telles démarches ne peuvent être faites qu'à titre humanitaire et ne rentrent pas dans le cadre de la représentation des intérêts étrangers. C'est pourquoi, le chef du Département désire que vous agissiez avec la plus grande prudence ». Par la suite, les signaux contradictoires en provenance de Berne se multiplient, de même que les querelles et interventions entre le CICR, le Foreign Office, l'Agence juive et le DPF.
Au cours de cette action de sauvetage, entre mars 1942 et fin 1943, Lutz et Krausz permettent à 8 343 enfants et adolescents juifs (répartis sur 21 listes) de partir pour la Palestine. Ces statistiques établies par le DPF ne sont toutefois pas tenues entre janvier et mars 1943, au moment où a lieu l'invasion par la Wehrmacht en Hongrie en mars 1944, Tschuy estime que leur nombre excède « largement » les 10 000 personnes.

### Occupation allemande
Alors que l'Armée rouge avance en Ukraine, à l'aube du 19 mars 1944, la Hongrie est envahie par la Wehrmacht. Les Allemands rencontrent peu de résistance de la part de la Honvéd. Horthy conserve son titre de régent et ses pouvoirs, mais se voit obligé par le Reich de nommer Döme Sztójay comme premier ministre aux ordres de Berlin. Miklós Kállay, son prédécesseur, fuit à la légation suisse pour éviter une arrestation, mais la Suisse refuse de lui octroyer l'asile. Lutz est alors chargé par le ministre Jaeger d'accompagner Kállay à l'ambassade turque qui accède à sa demande.

Adolf Eichmann, SS-Obersturmbannführer et responsable de la mise en œuvre de la Shoah en Hongrie (ici en 1942).

Il s'ensuit l'arrivée de la Schutzstaffel (SS), du Sicherheitsdienst (SD) et de la Gestapo (pour un total d'environ 500 à 600 hommes), qui s'installent à l'Hôtel Astoria. Peu de temps après, les premiers dissidents (politiciens de l'opposition, journalistes, syndicalistes) sont arrêtés ou disparaissent. Le SS-Obersturmbannführer Adolf Eichmann arrive également à Budapest pour prendre la direction de l'opération de nettoyage ethnique en Hongrie, et établit son quartier général de son commandement à l'Hôtel Majestic, à Buda. Il a pour ordre de déporter la population juive de Hongrie ; la concentration de la population juive en province commence le 16 avril 1944 et les premiers convois partent le 15 mai. En trois mois, il fait déporter 434 351 Juifs (selon Tschuy 437 402 jusqu'au 9 juillet) hongrois avec 147 convois dans les camps de la mort (Auschwitz notamment). En juillet 1944, il reste environ 200 000 Juifs en Hongrie, regroupés à Budapest.

### Premiers contacts avec Veesenmayer et Eichmann (mars-juillet 1944)

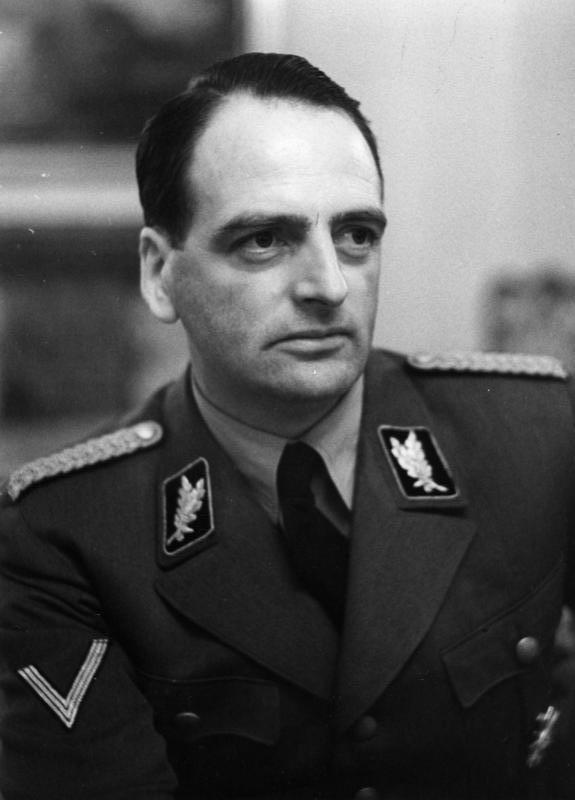
Edmund Veesenmayer, Reichsbevollmächtigter et plus haut fonctionnaire allemand en Hongrie (ici en 1938 dans l'uniforme d'un SS-Oberführer).

Alors que la situation empire pour les Juifs de Budapest, Lutz s'emploie à trouver un moyen pour les sauver. Il collabore dans cet effort avec le délégué du CICR en Hongrie, Friedrich Born.
Lutz se rend chez le SS-Brigadeführer Edmund Veesenmayer, Reichsbevollmächtigter,. À la surprise de Lutz, Veesenmayer ne dit pas immédiatement non à l'idée de l'émigration de 7 000 Juifs et 1 000 enfants de moins de 16 ans,. Le haut-fonctionnaire SS fait savoir au vice-consul suisse que cette émigration serait sujette à approbation hiérarchique. Indiquant qu'une telle décision ne relève pas de sa juridiction, le Reichsbevollmächtigter invite Lutz à prendre contact avec Eichmann. Peu de temps après cette rencontre, le diplomate Gerhart Feine montre à Lutz plusieurs télégrammes classés secret rédigé par son chef, illustrant les véritables intentions de ce dernier : l'extermination pure et simple des Juifs de Hongrie,.
Sur instruction de Veesenmayer, le conseiller d'ambassade Feine organise un entretien entre le vice-consul et le responsable logistique de la Shoah. La rencontre entre Lutz et Eichmann dure une quinzaine de minutes, sans qu'il subsiste de procès-verbal de cette rencontre. Selon Rosenberg, le nombre exact de rencontres entre les deux hommes est également incertain, alors que Grossman avance le chiffre de deux (sans fournir les dates). Lutz, dans son journal, indique qu'Eichmann est un officier affirmé, intrépide et fonceur, pleinement conscient de la tâche qu'il doit accomplir. Un second entretien avec Eichmann a lieu sur l'invitation de Veesenmayer.
Il ressort toutefois de ces deux rencontres qu'Eichmann se déclare incompétent pour l'émission de l'autorisation d'émigration, renvoyant la responsabilité au Reichsführer-SS Heinrich Himmler. Eichmann rassure Lutz quand une réponse positive est possible, invoquant les services rendu par le Suisse en Palestine. Lutz reçoit plus tard une confirmation de Himmler que ce dernier a référé la demande au Führer ; un accord de principe serait alors faisable.
En fin de compte, Berlin répond qu'une telle émigration ne serait possible qu'en échange du « prêt » de 100 000 Juifs hongrois (en allemand Leihjuden) pour travailler dans les camps, faisant ainsi retomber le fardeau de la responsabilité sur les autorités hongroises. Ce renvoi mutuel de responsabilité dure jusqu'à l'été 1944. Entre-temps, les autorités ordonnent le 16 juin à 220 000 Juifs hongrois encore en vie d'emménager dans 2 000 maisons à Budapest. Le gouvernement hongrois donne son accord de principe pour l'émigration de 7 000 Juifs le 27 juin. À la suite des pressions internationales grandissantes (dont des notes de protestation du président américain Roosevelt, transmise par la légation suisse, et du pape Pie XII), Horthy ordonne l'arrêt des déportations le 8 juillet, ce qui n'empêche pas Eichmann et son Sondereinsatzkommando de continuer à envoyer des Juifs dans les camps après cette date.

### Négociations pour le sauvetage de40 000Juifs (juillet-août 1944)
Le 14 juillet, Lutz s'entretient avec le ministre hongrois des affaires étrangères Arnothy-Jungerth, rappelant l'accord de principe du Führer. Alors que l'affaire être conclue, un doute s'installe sur le nombre effectif de Juifs pouvant émigrer. Le nombre exact n'ayant pas fait l'objet d'une convention signée, les responsables de la légation suisse pensent qu'ils ont droit (Anrecht) à 7 000, alors que les Allemands considèrent ce nombre comme plafond qui n'a pas pour vocation d'être complètement utilisé. À cette confusion viennent s'ajouter des signaux contradictoires que Jaeger et Lutz reçoivent de Berne : dans un télégramme daté du 14 juillet, la Centrale affirme que la Hongrie aurait accepté que tous les Juifs hongrois puissent émigrer en Palestine, et ce avec la « bénédiction » de Berlin pour traverser les territoires occupés. À ce moment, Lutz n'est pas entièrement au courant des négociations menées par Rudolf Kastner.

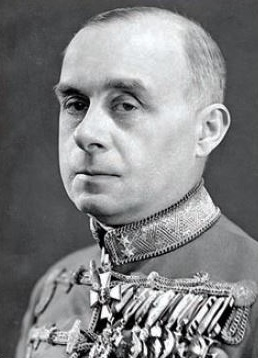
Döme Sztójay, premier ministre hongrois nommé après l'invasion de la Hongrie par la Wehrmacht, avec lequel Lutz doit négocier.

La Hongrie fait toutefois machine arrière le 18 juillet, après avoir reçu de nouvelles directives de Berlin visant la déportation des Juifs hongrois. Cela pousse le ministre Jaeger et le vice-consul Lutz à demander audience auprès du premier ministre hongrois Sztójay le 21 juillet pour clarifier la situation des Juifs déjà en possession d'un passeport collectif ou déjà inscrit dans les listes d'émigration de l'Agence juive,. À leur surprise, Sztójay accepte leur mise sous protection, garantissant la prise de contact immédiate avec Vessenmayer et Otto Winkelmann. Il met toutefois en garde les diplomates suisses qu'une telle protection se fera qu'en échange de la reprise des déportations. Contraints de négocier de nouveau avec les autorités du Reich, ces dernières demande en échange de l'autorisation d'émigration (et de transit via les territoires occupés) la mise en œuvre complète et totale de la déportation des Juifs hongrois dépourvus de protection consulaire,.
Face à cette pression, Lutz tente une astuce. Il estime qu'en juillet 1944 environ 40 % des 75 000 certificats d'immigration débloqués par le Royaume-Uni ont déjà été octroyés en Europe (soit environ 35 000 certificats) ; il reste alors environ 40 000 certificats « libres ». Il tente le tout pour le tout, et commence une négociation pour l'émigration de 40 000 personnes. Le gouvernement britannique n'aurait pas de problème à les accepter, tant que le plafond de 75 000 personnes immigrant en Palestine est respecté. Il n'en a toutefois pas la confirmation officielle, élément qu'il tait lors des négociations.
Dans le langage bureaucratique nazi, il est fait mention de 7 000 « unités » (et non de personnes). Lutz essaye de faire croire qu'il s'agit là d'unités au sens de familles, pour un total de 40 000 personnes. Les autorités hongroises se montrent dociles et acceptent facilement. Les fonctionnaires du Reich, bien qu'ayant utilisé cette terminologie, ne sont pas dupes et refusent cette interprétation extensive. Le 3 août, Lutz télégraphe à Berne en confirmant que « 8 000 Juifs [sic] en principe » peuvent émigrer via Bucarest et Constanța pour arriver à Haïfa, sous réserve de l'approbation allemande. Ladite approbation prenant du retard, Lutz demande à Berne que la Suisse intervienne directement auprès de Berlin. Le ministère allemand des affaires étrangères ne voulant pas désavouer Veesenmayer et Eichmann, il fait traîner l'autorisation en demandant une liste exact des personnes voulant émigrer. À cette difficulté vient s'ajouter un télégramme britannique du 4 août, indiquant que Lutz ne dispose en réalité que d'un contingent de 5 000 Juifs pour l'immigration en Palestine, Londres ayant eu vent du coup de poker de Lutz sur les 40 000 Juifs. Ce baisse du nombre de certificats disponible est confirmée par Berne peu de temps après. La légation britannique à Berne martèle le propos auprès du DPF en indiquant « 5 000 persons means individuals, not head of families » (soulignements dans l'original).
Pour accélérer la procédure, Lutz propose l'offre d'échange suivante fin août 1944 : 2 000 soldats allemands prisonniers de guerre en Palestine contre 2 000 Juifs. Berlin ne réagit même pas à la proposition. Veesenmayer augmente la pression en exigeant que le début de la déportation effective de 164 000 Juifs encore en Hongrie soit fixé au 25 août,. L'autorisation de sortie et de transit à travers les territoires occupés ne viendra qu'en novembre.

### Protection dans la Maison de verre
L'Agence juive et ses succursales en Hongrie étant devenue illégales à la suite de l'invasion par la Wehrmacht, Lutz obtient alors à la protection de Moshe Krausze par la Suisse. Une fois sous protection, Krausze, sa famille et la trentaine de collaborateurs de l'Agence juive à Budapest emménagent dans les locaux de l'ambassade américaine. Dès lors, ils cherchent à élaborer une solution pour les Juifs hongrois.

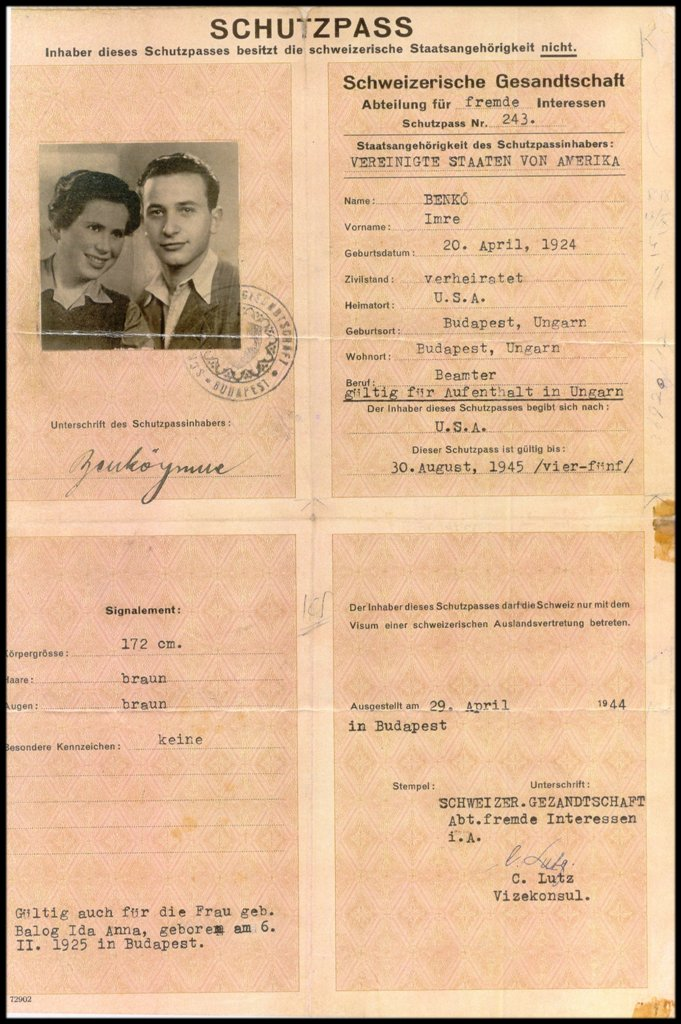
Passeport de protection (Schutzpass) no 243 signé par Carl Lutz au couple Imre Benkó et Ida Anna Balog en avril 1944.

Un premier instrument de protection est mise en œuvre : le passeport collectif. Le premier passeport collectif est établi le 29 juillet 1944 et contient les passeports numérotés de 1 à 957,. Le deuxième contient 1 233 noms,. La possibilité d'émigrer en Palestine fait encore toutefois l'objet d'intenses négociations. L'élaboration de ce passeport ne se fait toutefois pas sans critique, en particulier de Berne, qui y voit un abus manifeste d'autorité de la part de Lutz.

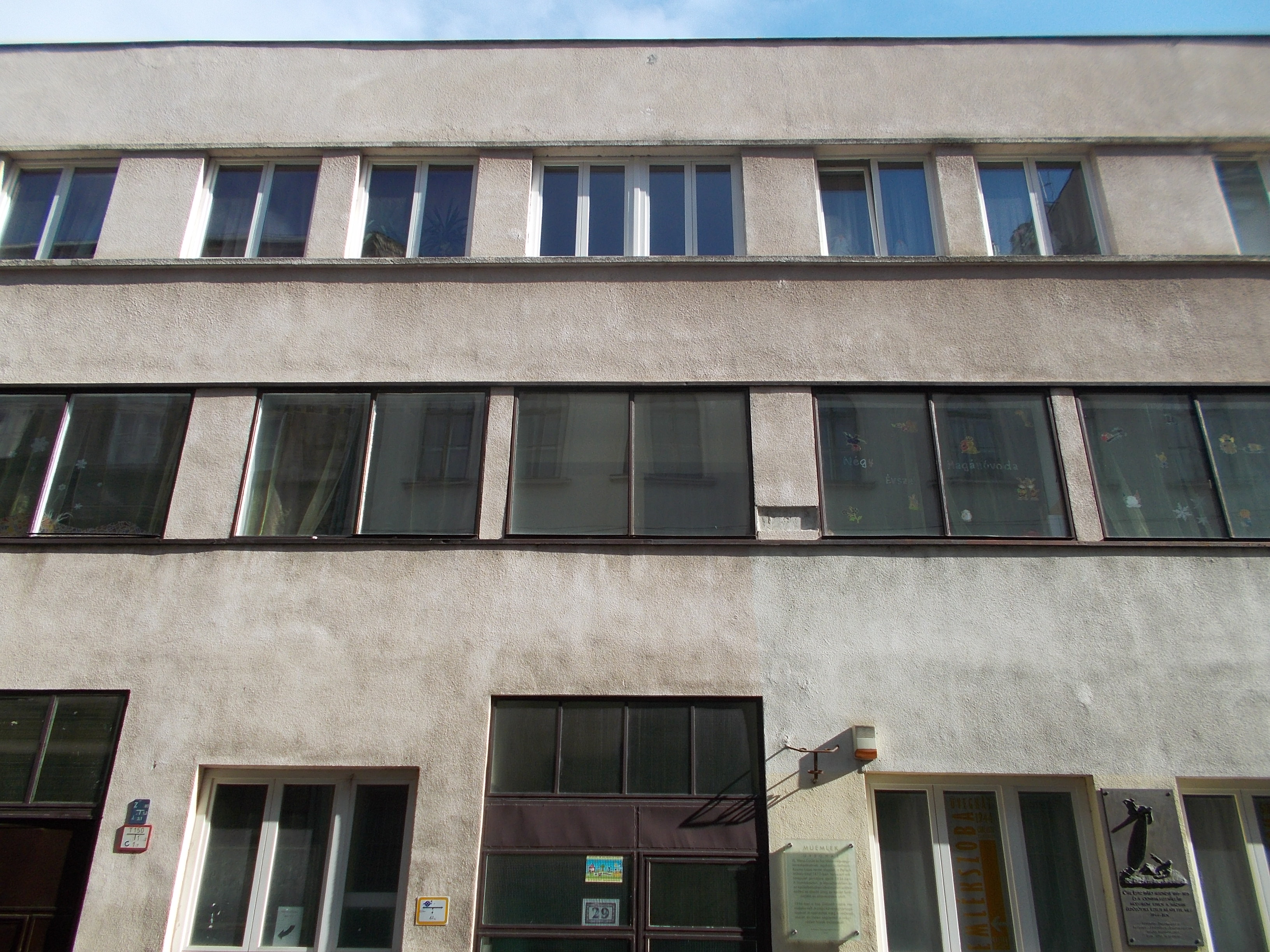
Üvegház (Maison de verre en français), à Budapest, qui fait office de havre pour des milliers de Juifs hongrois.

Le principal lieu de refuge pour les Juifs sous protection suisse se trouve à la Üvegház (la Maison de verre, traduit en allemand par Glashaus par Lutz). La légation suisse prend possession du bien, le place sous sa protection le 24 juillet 1944 (garantissant une extraterritorialité) et y place sa section d'immigration (en allemand « Auswanderungsabteilung ») sous la direction d'Alexander Grossman. La section n'est en réalité qu'une couverture pour l'Office pour la Palestine de l'Agence juive, interdite depuis l'invasion par la Wehrmacht,. La situation se dégradant rapidement pour les Juifs, deux jours après son ouverture, déjà 2 000 personnes y trouve refuge. 

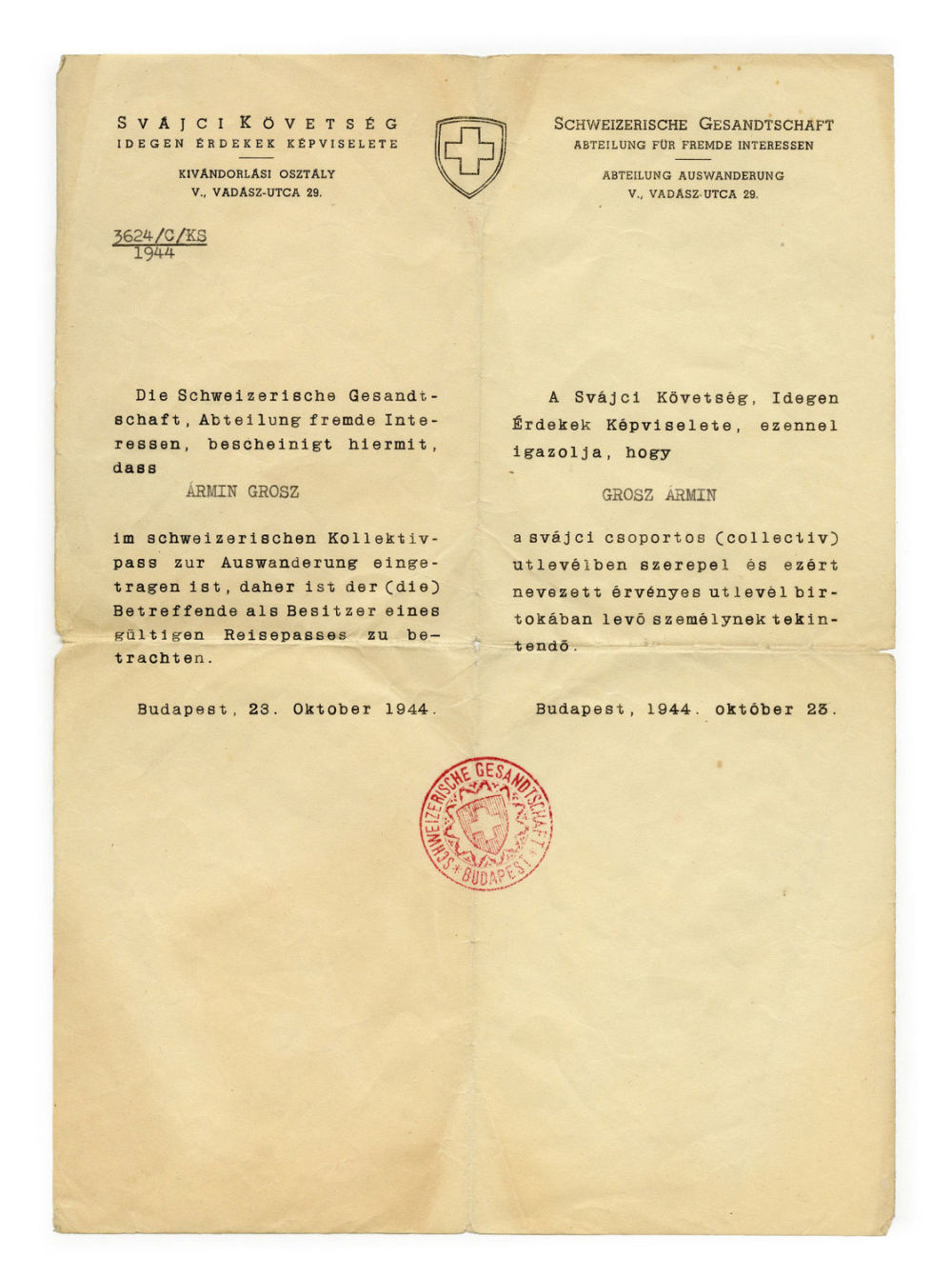
Lettre de protection délivrée par Lutz en octobre 1944 (conservée au musée juif de Suisse).

La Suisse ne pouvant pas émettre de documents de voyage pour des étrangers, et leur certificat d'immigration ne suffisant pas pour traverser les frontières, une nouvelle solution est inventée par Lutz : la lettre de protection. Cette lettre est née au milieu de la confusion générale liée à la guerre, à un moment les autorités d'occupation ne savent pas forcément quelles missions les pays neutres accomplissent, encore moins le format exact des documents émis par ces derniers. Chaque lettre est par la suite liée à un passeport collectif (maintenu à la légation suisse), où sont référencés les titulaires desdites lettres. Selon Grossman, près de 120 000 formulaires sont remplis par ses services. Les lettres de protection font toutefois aussi l'objet d'un marché noir important et de faux.
Sa stratégie consiste à numéroter les lettres de protection de 1 à 7 800 puis recommence à 1 avec les suivantes pour respecter en apparence le quota qui lui a été alloué,. Le nombre de 7 800 correspond au contingent de certificats d'immigration octroyé à Lutz par les autorités britanniques.
Lutz n'est toutefois pas le seul à avoir apporté son aide à la population juive de Hongrie destinée à une mort certaine. Il est soutenu par environ 150 personnes qui travaillent à la fabrication des passeports et lettres de protection. La cave de la légation suisse sert également de cachette et sa femme Trudi s'occupe des personnes cachées. Il accomplit ce travail de sauvetage au même titre que Rudolf Kastner, ainsi que d'autres diplomates de pays neutres comme le consul suédois Raoul Wallenberg et le diplomate Per Anger, le nonce apostolique Angelo Rotta, le ministre espagnol Ángel Sanz Briz, et, plus tard, avec Giorgio Perlasca, homme d'affaires italien travaillant à l'ambassade d'Espagne, et Friedrich Born, délégué suisse du Comité international de la Croix-Rouge,.

### Coup d'État des Croix fléchées (octobre 1944)

Drapeau des Croix fléchées, groupe hongrois fidèle au IIIe Reich, qui prend le pouvoir en Hongrie en octobre 1944.

Alors que les tensions deviennent de plus en plus fortes entre le régent Horthy et le Reichsbevollmächtigter Veesenmayer,, les Croix fléchées, un parti d'obédience nazie dirigé par Ferenc Szálasi, prennent le pouvoir lors d'un putsch le 15 octobre 1944. Dans son journal, Lutz estime qu'il s'agit d'un changement de situation « catastrophique » pour les Juifs hongrois. Tschuy parle de « deuxième tragédie pour les Juifs hongrois ». Plusieurs centaines de Juifs sont abattus dans les rues de Budapest dans la nuit entre le 15 et le 16 octobre, puis jetés dans le Danube.
Le gouvernement Szálasi ne reconnaît pas les lettres de protection octroyées, ni les passeports collectifs, ni les certificats d'émigration pour la Palestine, plongeant ainsi les Juifs hongrois dans une incertitude totale. Lutz et d'autres diplomates tentent de négocier avec le nouveau gouvernement et les autorités du Reich et arrivent à faire accepter, le 19 octobre, la protection d'environ 10 000 Juifs détenteurs de passeports de protection,. Les membres des Croix fléchées entament en même temps une chasse aux Juifs, au vu de tous dans la rue. 

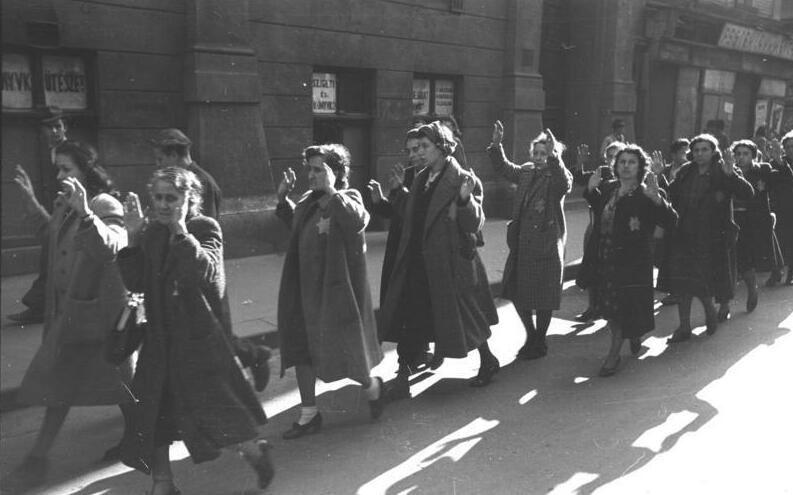
Arrestations de Juifs à Budapest en octobre 1944.

Le 22 octobre, le gouvernement hongrois ordonne le rassemblement de près de 100 000 Juifs pour le lendemain afin de les déporter en Allemagne en tant que « main-d'œuvre ». Lutz prend alors la tête d'une délégation des puissances neutres en Hongrie pour protester contre cette mesure et réussissent à faire diffuser les termes de l'accord du 19 octobre à la radio et dans les journaux, message qui ne sera diffusé que le 30 octobre. Lutz est toutefois conscient que sa persistance augmente sensiblement la possibilité de se faire déclarer persona non grata et de se faire expulser de Hongrie. Il engage toutefois les démarches nécessaires pour augmenter la production de lettres de protection dès la fin octobre 1944. Le 2 novembre, le ministère hongrois de l'intérieur ordonne toutefois à ses forces de police de respecter les passeports de protection.
Pour limiter les intrusions des Croix fléchées, Lutz décide de placer 72 maisons de Pozsonyi út sous protection diplomatique suisse, arborant un écusson à croix blanche sur fond rouge. Selon l'accord passé avec les autorités hongroises, pas plus du 8 000 Juifs peuvent s'y installer. L'ensemble de ces maisons, avec celles sous protection suédoise, situées autour de la basilique Saint-Étienne de Pest, du parc Saint-Étienne et sur le tracé du Ring de Saint-Étienne (Szent-István Körut), devient ainsi un ghetto (surnommé le « ghetto international », en plus de l'autre ghetto créé par les Hongrois),. Il est toutefois difficile de pouvoir connaître le nombre exact de Juifs ayant trouvé refuge dans ces maisons, étant donné la différence entre le nombre de personnes ayant obtenu une lettre de protection et celles séjournant effectivement ou en possession de lettres falsifiées (selon Grossman plus de 100 000 Juifs). À cela viennent s'ajouter entre 4 000 et 5 000 Juifs qui cherchent quotidiennement une protection de la part de la Suisse. La panique augmente lorsque le gouvernement hongrois annonce le 7 novembre au Judenrat de Budapest que des razzias seront organisées dès le 15 novembre 1944 à midi ayant pour but d'arrêter tout Juif en dehors de son domicile et dépourvu de lettre ou passeport de protection. À ce moment, environ 75 000 lettres de protection sont en circulation dans la capitale hongroise.
Malgré un courrier diplomatique relativement efficace, les communications entre Budapest et le reste du monde se compliquent au fur et à mesure que l'Armée rouge avance. Afin d'expliquer « une bonne fois pour toutes » ce qu'il se passe dans les services de la légation suisse à Budapest, Lutz décide de faire un court voyage à Berne début novembre 1944. Il est accueilli, selon les termes de Lutz, par un « désintérêt inexcusable » (« mit einer unverzeihlichen Interessenlosigkeit »). Il remet même en question la capacité de ses collègues au DPF de pouvoir apprécier correctement la situation militaire en Hongrie.

### Tri des lettres et aide lors des marches de la mort (novembre 1944)
Un épisode particulièrement traumatique pour le vice-consul suisse est une conséquence de la croissance inflationnaire du nombre de lettres de protection. La police hongroise, agacée de voir autant de lettres en circulation, menace d'arrêter tous les Juifs,. Elle établit un cordon autour des maisons sous protection suisse et convoque Carl Lutz et sa femme Trudi pour départager les lettres authentiques des faux,. Le couple Lutz passe alors en revue les lettres d'environ 5 000 personnes enfermées dans une tuilerie à Óbuda, alors que les détenteurs attendent dans la neige, épuisés et affamés,. Gertrud Lutz-Fankhauser, dans une interview en mai 1975, parle de cet épisode de la manière suivante : « nous avions l'impression que nous étions des juges qui devaient prononcer une peine de mort […] C'était une des pires choses, vraiment la pire chose que j'ai jamais faite, que j'ai jamais dû faire. Mais d'un autre côté, si nous l'avions pas fait, alors nous n'aurions pas pu sauver que nous pouvions sauver »,. Refuser cette tâche de « juge entre la vie et la mort » (selon la formulation de Rosenberg) aurait immanquablement conduit les autorités hongroises à refuser de reconnaître toutes les lettres, même celles (légalement) octroyées dans le cadre de la protection des intérêts.
Les Juifs arrêtés ou victimes de razzia dépourvus de lettres authentiques se retrouvent ainsi condamnés par les Croix fléchées à entreprendre les marches de la mort, Auschwitz n'étant à ce moment plus joignable par le rail. Les marches se dirigent en l'occurrence vers Hegyeshalom, à la frontière avec le Burgenland autrichien (donc 200 km depuis Budapest). Le départ à pied de premiers Juifs a lieu le 10 novembre 1944, devant marcher 30 à 35 km par jour, sans couverture (par des températures hivernales) et sans nourriture. Un policier hongrois, Nándor Batizflavy, informe alors Lutz et les autres diplomates des puissances neutres à propos des conditions catastrophiques de ces marches, où règnent la mort (par épuisement, exécution ou suicide) et la faim parmi les colonnes de dizaines de milliers de Juifs,. Lutz, avec Raoul Wallenberg et l'archevêque Angelo Rotta, tentent alors de distribuer des couvertures, de la nourriture et même des lettres de protection lors de ces marches. Ceci n'est guère du goût d'Ernst Kaltenbrunner, successeur de Reinhard Heydrich à la tête du RSHA, qui ordonne aux SS d'intervenir pour y mettre fin. Ce traitement réservé aux Juifs est toutefois à ce point insupportable pour certains officiers allemands que les nazis ordonnent aux Croix fléchées d'arrêter ces marches à la fin novembre 1944.

### Pression accrue sur les diplomates et les Juifs (novembre 1944)

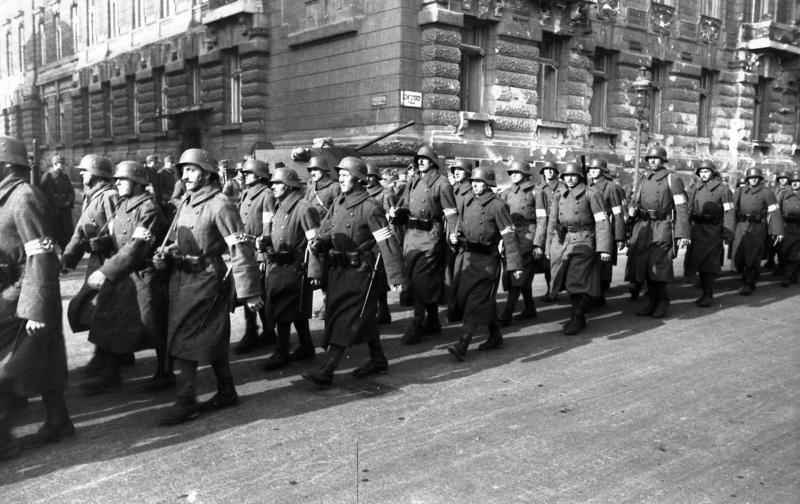
Membres des Croix fléchées dans les rues de Budapest (ici en octobre 1944) ; ils effectuent plusieurs exécutions sommaires de Juifs au fur et à mesure que les Soviétiques s'approchent de la ville.

Alors que les troupes soviétiques avancent vers l'Ouest, le 7 novembre, le gouvernement Szálasi invite aux représentations des puissances neutres à transférer leur siège à Sopron. Berne, voulant maintenir un contact avec les autorités sans vouloir reconnaître officiellement le régime (considéré comme putschiste), décide de rappeler le ministre Jaeger à Berne, « pour rapport », tout en lassant le reste du personnel diplomatique (dont Lutz) à Budapest, et la légation est pratiquement « dégradée » comme simple consulat. Jaeger propose à Lutz de rentrer à Berne, ce qui ce dernier refuse (et regrettera après la guerre que le DPF n'ait pas rappelé l'ensemble du personnel diplomatique). Jaeger finit par quitter Budapest, seul, le 10 novembre ; il est remplacé par le premier secrétaire de légation, Anton Josef Kilchmann, qui devient chargé d'affaires ad interim.
Les Croix fléchées mettent alors la pression sur Lutz pour que la Suisse reconnaisse leur gouvernement et transfère la mission suisse à Sopron, sous peine d'ignorer son statut de diplomate. Il reçoit toutefois de nouveau des informations confidentielles du diplomate allemand Gerhart Feine, qui lui indique que les Croix fléchées ont reçu l'instruction des Allemands de ne pas toucher les maisons sous protection suisse tant que Lutz se trouve à Budapest, et ce au nom des services rendus par Lutz en Palestine.
Au milieu de la confusion liée au conflit, les Croix fléchées en profitent pour multiplier les exactions envers les Juifs vivant encore à Budapest, tuant au total au moins 50 000 personnes. L’agressivité des commandos d'exécution augmente au fur et à mesure que la situation à Budapest se dégrade, et ils n'hésitent pas à s'en prendre aux bâtiments placés sous la protection de la légation suisse,. Une attaque a lieu dans une maison rue Abonyi et contraint 300 personnes à se réfugier dans la cave, pratiquement hermétiquement close, risquant la suffocation. Après s'être rendu au ministère des affaires étrangères pour protester, il retrouve la cave vide, les 300 Juifs déjà embarquées par les Croix fléchées,. 
En même temps, les deux ghettos de Budapest continuent de se remplir. Lutz se querelle plusieurs fois avec le ministère hongrois des affaires étrangères pour éviter les exactions contre les Juifs détenteurs de lettres de protection, mais le dialogue tombe au point mort. Après plusieurs mois de délais, la Suisse se dit prête à prendre en charge, de manière temporaire, 7 000 Juifs plus 1 000 enfants et de les laisser transiter sur territoire helvétique avant de joindre la Palestine. Fin novembre 1944, le gouvernement du Reich ordonne à Veesenmayer d'octroyer les autorisations d'émigration et de transit, après un va-et-vient entre Berne et Berlin. En même temps, Eichmann fait pression pour que les Juifs présents dans le « ghetto international » soient transférés dans le grand ghetto, mais Lutz freine des quatre fers pour éviter que cela n'arrive, bien conscient du sort macabre des personnes entrant dans ce ghetto. Après maintes négociations, Lutz finit par obtenir la garantie de protection de 17 000 personnes, alors que 25 000 Juifs doivent être transférés dans le grand ghetto.
La sécurité personnelle de Lutz et sa femme empire également au fur et à mesure de l'avancée de l'Armée rouge. Alors que le couple suisse tente de documenter les exactions des Croix fléchées dans une des maisons sous protection, Lutz est menacé de mort par un policier, qui lui interdit de photographier quoi que ce soit, pointant une arme vers lui, puis vers Gertrud. Lutz parvient à éviter le pire en ramenant le ministre des affaires étrangères hongrois Keményi sur place.

### Bataille de Budapest (décembre 1944-février 1945)
Face aux tirs d'obus qui tombent autour des locaux suisses sise à la légation britannique (vu sa proximité avec le quartier général de la Waffen-SS et de la Wehrmacht à Budapest,), demande à Berne de le rappeler en Suisse, ce que la Centrale accepte le 1er décembre. Harald Feller ainsi le nouveau chargé d'affaires a.i.  (alors seulement âgé de 31 ans).

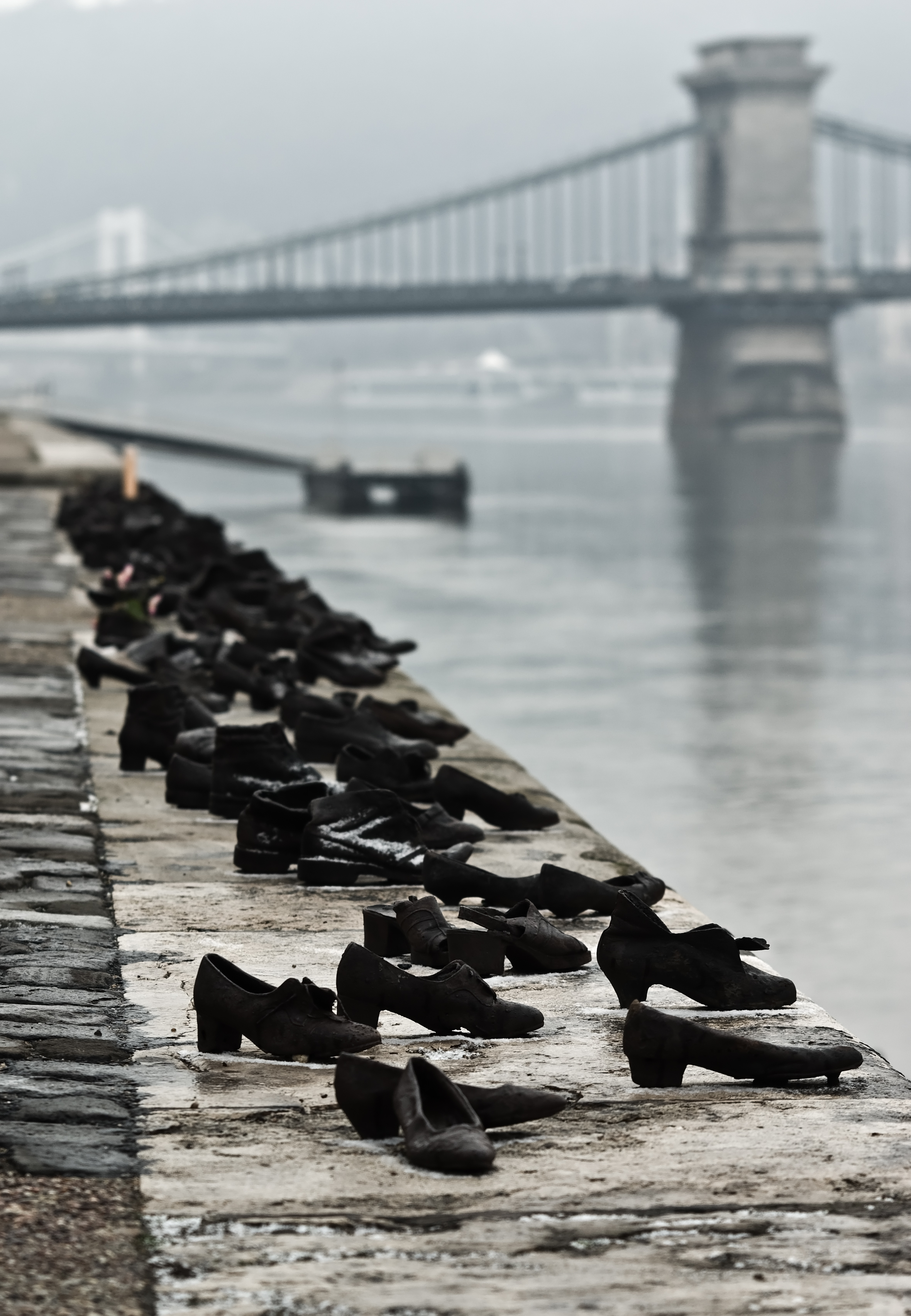
Chaussures au bord du Danube, à Budapest, mémorial pour rappeler les victimes des exécutions des Croix fléchées.

Veesenmayer et Szálasi quittent Budapest le 8 décembre. Une directive de Himmler assez particulière est transmise alors les troupes SS stationnées en Hongrie : elles ont pour ordre de protéger les Juifs contre les folies des Croix blanches, prétextant que les Juifs sont toujours une main d'œuvre essentielle pour le Reich. En réalité, le Reichsführer-SS cherche à se profiler comme interlocuteur fiable pour les négociations pour la paix avec les Alliés. Entre-temps, les Croix fléchées continuent à rassembler des Juifs qu'ils trouvent dans la rue, les emmènent sur les rives du Danube, les déshabillent, les attachent les mains dans le dos, puis les Croix fléchées ouvrent le feu sur eux pour les jeter dans le Danube glacée. 
Dans la nuit 14 au 15 décembre, 24 Juifs pourvus d'une lettre de protection sont enlevés et exécutés par les Croix fléchées,.  Pour tenter de se prémunir des attaques, Lutz met sur pied une milice d'autodéfense, composée majoritairement d'officiers hongrois anti-allemands ayant déserté,. Même si Eichmann quitte Budapest le 24 décembre avec son Sonderkommando, la menace génocidaire ne décroît pour autant, car il laisse encore des unités de Croix fléchées et de SS derrière lui pour finir le travail d'extermination dans le grand ghetto.
Les dernières semaines de la bataille de Budapest sont éprouvantes pour tous les réfugiés de la Maison de verre et des maisons sous protection suisse, y compris pour le vice-consul et sa femme. Malgré la situation devenant plus en plus précaire, le couple Lutz organise une repas le jour de Noël avec les employés de la légation et quelques compatriotes. Ces derniers viennent se protéger dans la cave après qu'un impact de bombe a brisé les vitres de leur résidence le 26 décembre, et ce jusqu'au 13 février 1945. Les Croix fléchées attaquent toutefois la Maison de verre le 31 décembre 1944 à coups de grenades et de pistolet automatique,. Les troupes allemandes restées sur place (dont certaines SS), reçoivent du commandant de Budapest, l'Obergruppenführer Karl Pfeffer-Wildenbruch, de ne plus s'en prendre aux Juifs, alors que les Croix fléchées prennent au pied de la lettre le dernier ordre d'Eichmann : liquider tous les Juifs encore en vie. 
Le 11 janvier, le front soviétique arrive au niveau du bâtiment de la légation suisse, à Stefania ut (dans le quartier d'Istvánmező). Le 21 janvier, un feu ravage pendant deux jours et deux nuits le bâtiment de la légation britannique (où se trouve Lutz, sa femme et une partie du personnel de la légation suisse) ; au milieu du brasier, les Croix fléchées en profitent pour piller le peu d'objets de valeur du bâtiment.  Les troupes communistes conquièrent complètement Pest le 18 janvier et libèrent le grand ghetto. Budapest est libérée des Allemands le 12 février,. 

### Expulsion de Hongrie (mars-avril 1945)
Malgré le déploiement des drapeaux suisse et britannique et des indications en plusieurs langues, les soldats et officiers de l'Armée rouge ne respectent pas l'extraterritorialité des locaux de la légation suisse, en commettant des pillages et des vols sur les biens dans les locaux sous protection diplomatique. Un diplomate suisse, Max Meier, disparaît même après avoir été embarqué par les soldats soviétique pour interrogation,. Lutz, avec le chargé d'affaires suisse Feller, le nonce apostolique Rotta, le ministre suédois Danielsson et le représentant du CIRC Born, demande audience auprès du nouveau commandant de Budapest, le général Tschernisow, sans de réel résultat pour la sécurité des représentations des puissances neutres. Tout le mois de mars 1945 est consacré à la clôture des mandats de représentation des intérêts en Hongrie. Après avoir rencontré un fonctionnaire du ministère des affaires étrangères soviétique à Budapest, Lutz comprend rapidement que l'intention de l'URSS est de faire tabula rasa des représentations étrangères en Hongrie, en particulier celles ayant entretenu des contacts avec les Croix fléchées. Les diplomates étrangers reçoivent l'instruction de se préparer à un départ de Hongrie pour le 28 mars 1945. Demandant plus de temps pour mettre en ordre la passation de pouvoirs aux représentations alliées sises à Debrecen, Lutz reçoit l'ordre de quitter la Hongrie pour le 6 avril, avec sa femme et le nonce apostolique Rotta et d'autres membres de la diaspora suisse de Budapest.

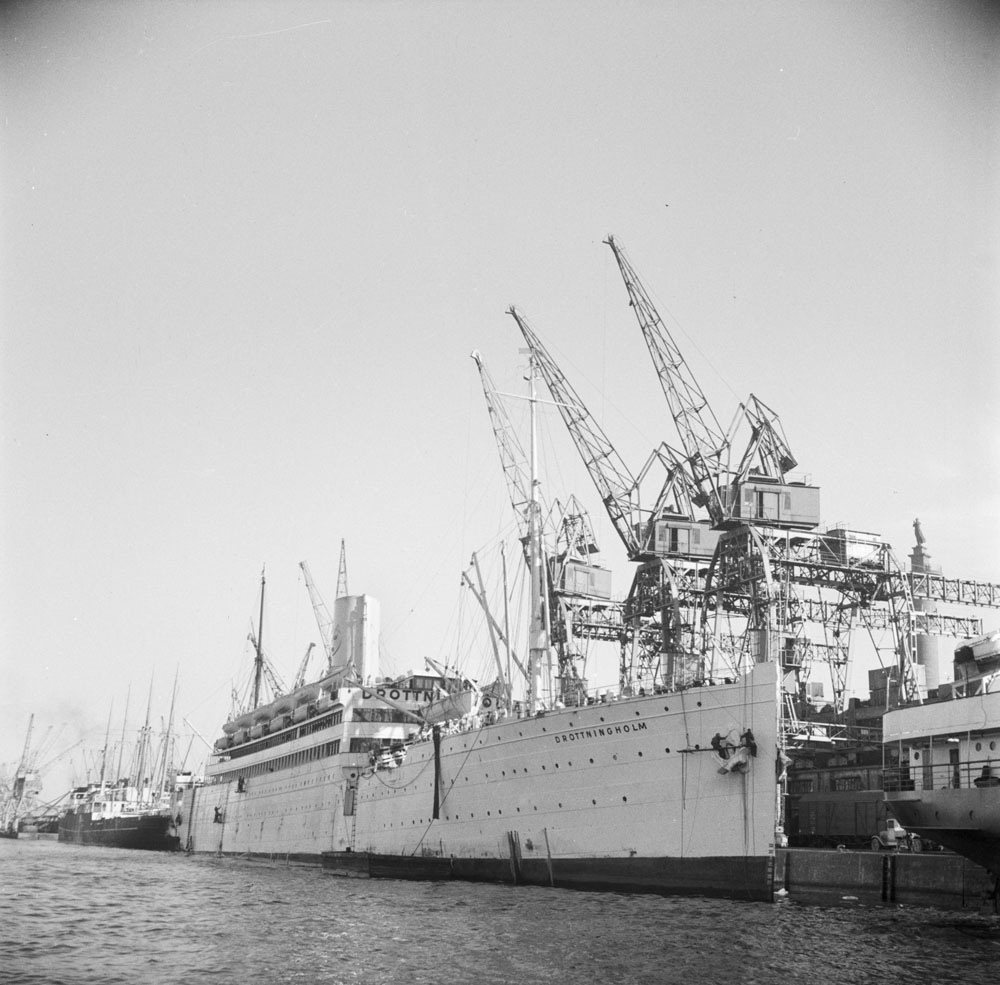
Le SS Drottningholm, navire avec lequel le couple Lutz traverse la Méditerranée (entre Istanbul et Lisbonne).

Après un voyage de trois jours vers Bucarest (la guerre ayant encore lieu en Italie), le couple Lutz voyage vers Istanbul (où ils sont accueillis par le ministre suisse Lardy) pour prendre le navire suédois Drottningholm affrété pour l'occasion par le DPF, direction Lisbonne. De là, le voyage de retour se poursuit via Madrid et Barcelone. Le voyage entre Barcelone et Genève se termine en autocar, également loué par le DPF,. Il arrive dans la cité de Calvin le 5 mai 1945 (trois jours avant la capitulation du Reich).

## Carrière après Budapest

### Accusations d'abus de compétence
De retour en Suisse, Lutz est surpris de ne pas être convoqué par le Département politique fédéral (DPF) pour rendre un rapport sur son mandat à Budapest. Alors que Lutz et sa femme sont sur la Méditerranée entre Istanbul et Lisbonne, le DPF doit faire face à des accusations dans le presse à sensation, selon lesquelles la légation suisse à Budapest aurait été dirigée par des personnalités (Anton Josef Kilchmann, Harald Feller et Max Meier en particulier) pro-nazies et ayant des sympathies avec les Croix fléchées. Cela vient s'ajouter à la situation délicate de la Suisse lors de la Seconde Guerre mondiale, accusée de collaboration avec le IIIe Reich.
Pour tirer l'affaire au clair, le DPF charge le juge bernois Jakob Otto Kehrli de mener une enquête administrative sur les événements ayant eu lieu à la légation suisse avant, pendant et après l'occupation de Budapest,. Pendant plus d'un an, les collaborateurs de la légation sont entendus par le juge, qui finit par rendre son rapport de 230 pages le 3 juin 1946. Selon Tschuy, le rapport est équitable et représente une source historique de première importance.
Berne ne goûte en réalité que très peu cette action et lui reproche d'avoir outrepassé ses compétences, et ce pour trois raisons. Premièrement, le nombre de lettres et de passeports produits (120 000 en total) par ses services dépasse de plusieurs fois le nombre conclus avec les autorités hongroises et allemandes. Deuxièmement, le nombre de lettres dépasse le quota accordé par les Britanniques (7 800 personnes) ; si effectivement 120 000 personnes avaient immigré en Palestine, Londres aurait dû faire face à des tensions ethniques entre Juifs et Arabes encore plus fortes. Troisièmement, Lutz n'a en aucun cas communiqué le nombre et la nature exact des lettres et des passeports ; de plus, sur sa propre initiative, il décide de se mettre à dos les Britanniques et les Allemands en faveur des Juifs. Pour sa part, le vice-consul justifie son action et ses décisions par une conviction personnelle et en appelle à la tradition humanitaire de la Suisse.
En guise de punition, il est muté à des postes consulaires de moindre importance.  Il est toutefois nommé consul le 1er octobre 1945.

### Divers mandats en Suisse
Après une période de congé et avoir refusé de prendre la tête du consulat suisse à Bagdad, Lutz est chargé le 25 février 1946 de la représentation des intérêts allemands pour la Suisse orientale, avec siège à Zurich,. Lorsque la Confédération et la République fédérale d'Allemagne rétablissent des relations diplomatiques en mars 1951, le mandat de Lutz à Zurich prend fin. Pendant ce temps, il établit un rapport formel à l'intention du DPF pour relater ses activités en Hongrie entre le 2 janvier 1942 et la fin mars 1945. Il ne reçoit pas de réponse pendant plus de trois ans, le gouvernement suisse ne voulant pas affronter la question et les actions jugées illégales de Lutz. Le 24 mai 1948, il reçoit une lettre du chef de la division de police du Département fédéral de justice et police (DFJP), Heinrich Rothmund, qui maintient la ligne officielle de la Suisse :  malgré les modestes louanges envers Lutz et son action de sauvetage, la Suisse n'avait pas assez de place pour accueillir tous les réfugiés juifs. Après en avoir demandé l'accès, le DFJP refuse à Lutz la consultation des passeports collectifs suisses en 1949,.
Il divorce de sa femme Trudi à la fin 1946, sans avoir eu d'enfants. Il se remarie en 1949 avec Magda Czányi, dont il fait la connaissance alors qu'il était en Hongrie. Il construit alors une nouvelle vie de famille avec la fille de Magda, Agnes. Magda meurt en 1966.
Lutz est approché à l'été 1950 par la Fédération luthérienne mondiale (FLM), qui lui demande de négocier avec l'État d'Israël (nouvellement créé). La FLM déplore que les biens de ses églises membres en Israël aient été confisqués comme « réparation de guerre ». Malgré le respect des autorités israéliennes envers le travail de Lutz en Hongrie, il ne réussit pas à les convaincre de retourner tous les biens. Les négociations durent neuf mois, pendant lesquels Lutz se rend plusieurs fois en Israël (avec sa femme Magda). Un accord est toutefois conclu entre Israël et la FLM le 29 août 1951, dont le contenu est influencé par le travail de Lutz. Selon Tschuy, la négociation et la conclusion de cet accord constitue un apport important dans la détente des rapports entre Allemands et Juifs.
Par la suite, il devient le direction d'une unité du Conseil œcuménique des Églises avec siège à Genève.

### Consul à Brégence, retraite et décès
En 1954, Lutz, alors âgé de 59 ans, est nommé consul de Suisse à Brégence, en Autriche, responsable pour le Tyrol et le Vorarlberg,. Il reçoit le titre de consul général « à titre personnel » (comprendre : à titre honorifique) le 8 janvier 1960, sans que son traitement (salaire et retraite) soit adapté en conséquence,.
Carl Lutz prend sa retraite le 30 juin 1961, après plus de 40 ans au service de la Suisse. À cette occasion, la Neue Zürcher Zeitung publie, en collaboration avec Lutz, un article qui relate l'action de sauvetage de Lutz à Budapest.

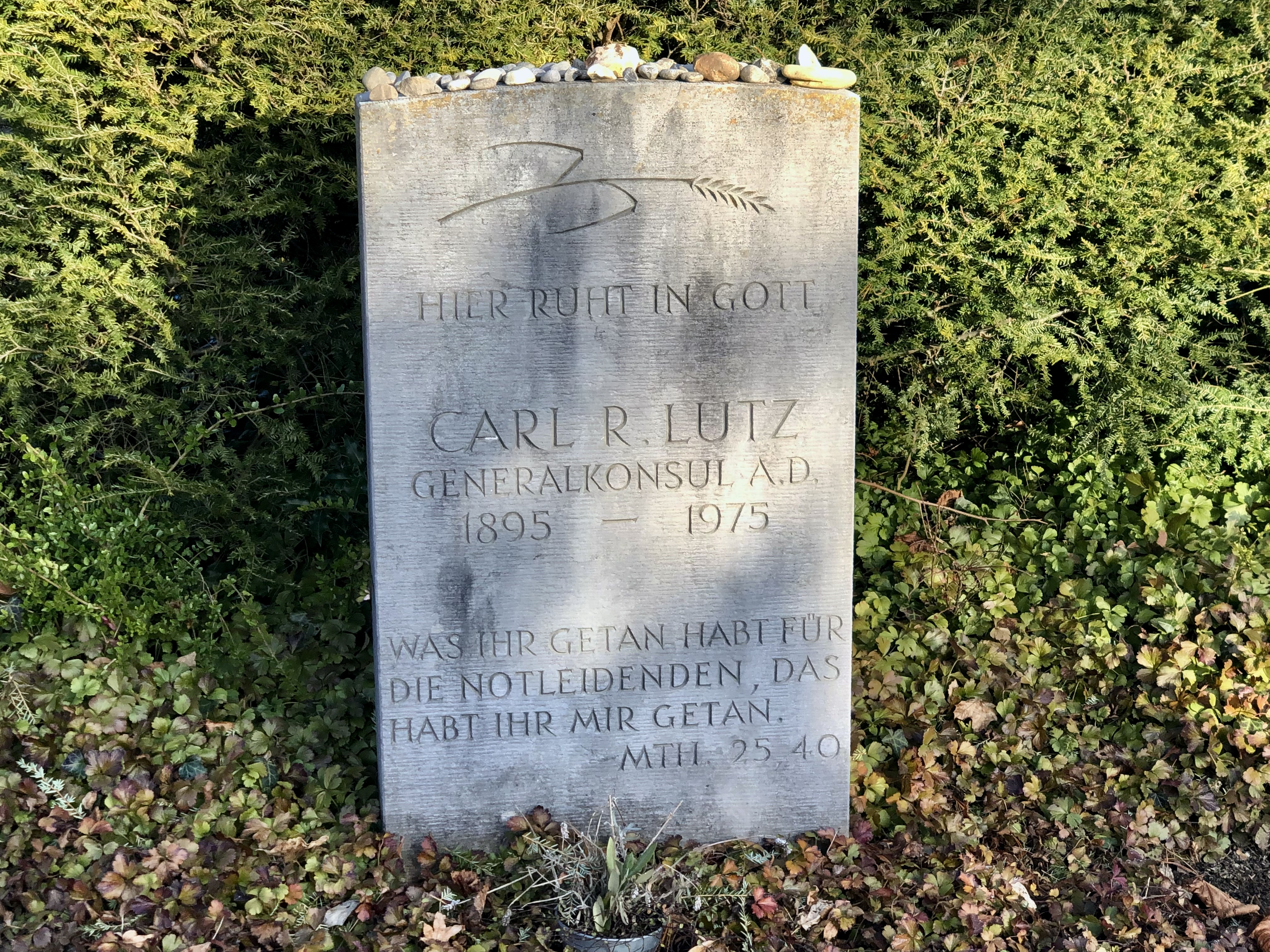
Stèle de Carl Lutz, dans le cimetière de Bremgarten, à Berne.

Il meurt d'une crise cardiaque le 12 février 1975 à Berne, peu avant son 80e anniversaire. Il est enterré au cimetière de Bremgarten à Berne, lors une cérémonie à laquelle assistent 200 personnes, dont l'ambassadeur israélien à Berne, Arye Levavi. Le DPF est représenté par un diplomate et un employé consulaire.

## Hommages et postérité

### Bilan des personnes sauvées
Il n'existe pas de consensus sur le nombre exact de Juifs que Lutz et sa femme ont réussi à sauver lors de leur séjour à Budapest. Le Dictionnaire historique de la Suisse parle de 62 000 Juifs sur les 120 000 ayant survécu à la Shoah en Hongrie. Grossman avance le nombre de 46 500 personnes (sur un total de 124 000 Juifs sauvés par les différentes représentations étrangères présentes à Budapest, 69 000 présentes dans le grand ghetto, 55 000 autre part dans la ville ,). Le nombre de 46 500 Juifs sauvés est également repris par Tschuy. Il laisse ouverte la question si 20 000 personnes sauvées par les milices juives Chalutzim doivent être incluses, car ces milices travaillent de manière autonome (en fournissant de faux papiers « aryens »), mais jouissent de la protection offerte par Lutz, même si Tschuy indique que le vice-consul ne s'implique pas personnellement dans leurs opérations. L'historien Georg Kreis (de) indique également qu'« environ 60 000 personnes ont été sauvées d'une mort certaine ». Un article de la Neue Zürcher Zeitung de décembre 1946 parle d'environ 50 000 personnes sauvées grâce aux lettres de protection. Ce nombre se base sur les notes prises par Lutz lui-même.

Un débat historien a lieu en particulier concernant le nombre fourni par une des sources, qui est interprété différemment par les biographes. Tschuy, Vámos et Rosenberg mentionnent tous les trois une lettre écrite par Michael Salomon, (ou Mihály Salamon en hongrois), président de la branche hongroise de l'Organisation sioniste, datée du 24 décembre 1948 ou 24 décembre 1949,. Vámos mentionne seulement la lettre en indiquant qu'elle atteste du sauvetage « de plus de 62 000 Juifs ». Rosenberg et Tschuy citent la lettre de la manière suivante : 

« Dans les maisons protégées par la Suisse, après le siège : environ 4 000 personnes. Protégés suisses transférés dans le (grand) ghetto : environ 26 000 personnes. Dans les maisons consulaires : environ 4 000 personnes. Personnes en possession de divers lettres de protection et sauvées grâce à des lettres de protection suisses : 5 000 personnes,,. »

Les deux biographes ne sont pas d'accord sur le nombre total résultant de cette liste : Rosenberg cite la lettre en mentionnant 52 000 personnes sauvées, alors que Tschuy, citant la même lettre, arrive à 62 000 personnes.  À cela viennent s'ajouter les 10 000 enfants et jeunes sauvés entre 1942 et mars 1944, portant le nombre total ainsi à 62 000 ou 72 000 personnes. Dans son chapitre sur Carl Lutz, Dominique Lormier retient également le nombre de 62 000 personnes sauvées (en se référant aux archives de l'Institut Yad Vashem).
Selon le Cercle Carl Lutz (regroupant des membres de la famille de Lutz et de Grossman), le chiffre proposé par Mihaly Salamon (62 000) repose sur une estimation personnelle de ce dernier, sans être documentée.  L'historien Randolph L. Braham rappelle également que des chiffres exagérés sont avancés en relation avec le sauvetage des Juifs de Hongrie, dont ceux concernant l'action de sauvetage menée par Lutz.

### Réhabilitation et reconnaissance en Suisse
Comme déjà illustré, la reconnaissance du travail de Lutz à Budapest n'arrive que tardivement.
Le 6 mars 1958, le Conseil des États tient un débat sur rapport rédigé par Lutz de 1945. Lors des discussions, le conseiller fédéral Markus Feldmann indique que la Suisse pourrait utiliser ce rapport et l'action de Lutz pour mettre en perspective la politique d'asile peu humanitaire de la Suisse pendant la Seconde Guerre mondiale. Pour Grossman, la « Suisse officielle » effectue la « réhabilitation morale » de Lutz, avec près de 13 ans de retard,. Pour Kreis et Schallié et Hirschi, les autorités ne réhabilitent Lutz qu'en 1995, cinquante ans après la fin de la guerre, alors que le conseiller fédéral Flavio Cotti prononce un discours lors de la commémoration du 100e anniversaire de Lutz, en pleine affaire des comptes en déshérence.

### Distinctions et remerciements
Lors du 22e Congrès sioniste, tenu à Bâle en décembre 1946, l'action de Lutz est louée, où il reçoit une « chaleureuse ovation »,.
Le gouvernement hongrois lui adresse une lettre de remerciement en mai 1946. Il reçoit une autre lettre officielle de Hongrie, en mai 1948, de la part du premier ministre hongrois, Lajos Dinnyés. Peu de temps après, il reçoit une autre lettre de l'Agence juive, puis une lettre du ministre américain à Budapest. Les autorités américaines souhaitent octroyer une médaille à Lutz, mais comme la Constitution fédérale interdit aux fonctionnaires de la Confédération de recevoir des décorations étrangères, Lutz décline poliment et reçoit en guise de reconnaissance une plaque gravée en argent.
Lutz et sa femme Trudi sont inscrits dans le livre d'or du Fonds national juif, un honneur octroyé que très rarement à des non-juifs. Le 24 mars 1964, Lutz reçoit le titre de Juste parmi les nations du Mémorial de Yad Vashem, où deux arbres poussent au Jardin des Justes, à Jérusalem.
Selon la banque de données du Prix Nobel, il est proposé trois fois pour recevoir le Prix Nobel de la paix entre 1962 et 1964, dont une fois par le président d'Israël, Yitzhak Ben-Zvi.
Il reçoit la Grand-Croix 1re classe de l'Ordre du Mérite de la République fédérale d'Allemagne en 1963,. Le 1er août de la même année, il reçoit la bourgeoisie d'honneur de sa commune de naissance, Walzenhausen,,. En février 2002, il reçoit la citoyenneté d'honneur d'Israël. 
La Monnaie d'Israël émet une médaille en bronze en l'honneur de Lutz, dans le cadre d'une exposition inaugurée à Vienne en septembre 2003 en l'honneur de plusieurs diplomates, dont Raoul Wallenberg et Chiune Sugihara. En 2014, il reçoit, à titre posthume, la médaille de l'Université George-Washington, son alma mater.

### Odonymies
Pour les dix ans de la création de l'État d'Israël en 1958, Lutz et sa femme Magda sont invités par le ministère israélien des affaires étrangères à une visite. Une rue est alors inaugurée en l'honneur de l'ancien vice-consul (la « Charles Lutz Str. », en hébreu, arabe et anglais), dans le quartier Bat Galim de Haïfa. La cérémonie a lieu en présence de l'intéressé et du maire de Haïfa,,.
Depuis 1999, une rue porte son nom à Berne, la Carl-Lutz-Weg dans le quartier Schöngrün (près du Centre Paul-Klee). En juin 2010, le parlement de la ville de Budapest décide de baptiser les quais inférieurs du Danube en l'honneur du vice-consul, sur initiative de la fondation Carl-Lutz de Budapest.

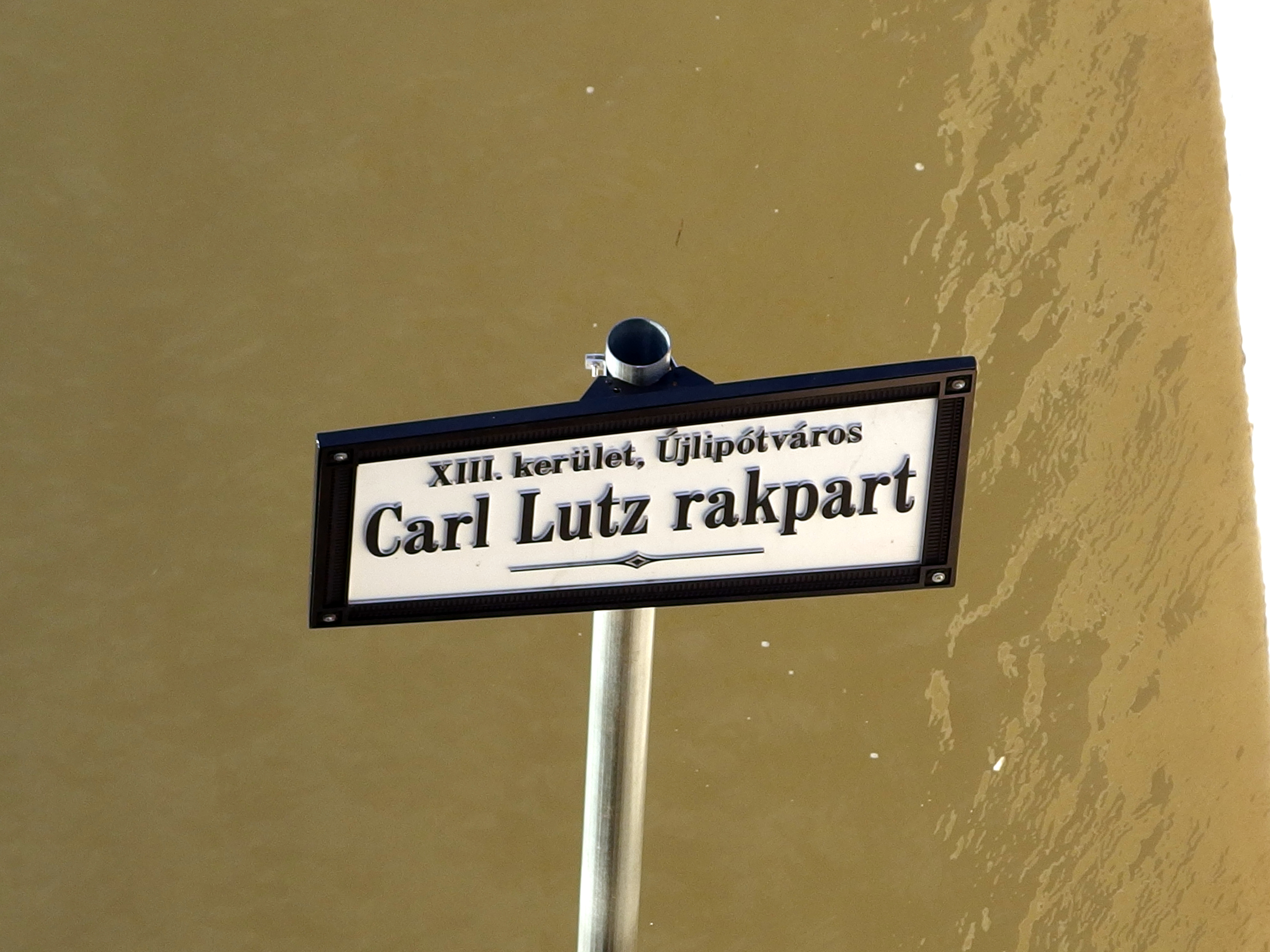
Carl Lutz rakpart (Quai Carl Lutz), à Budapest.
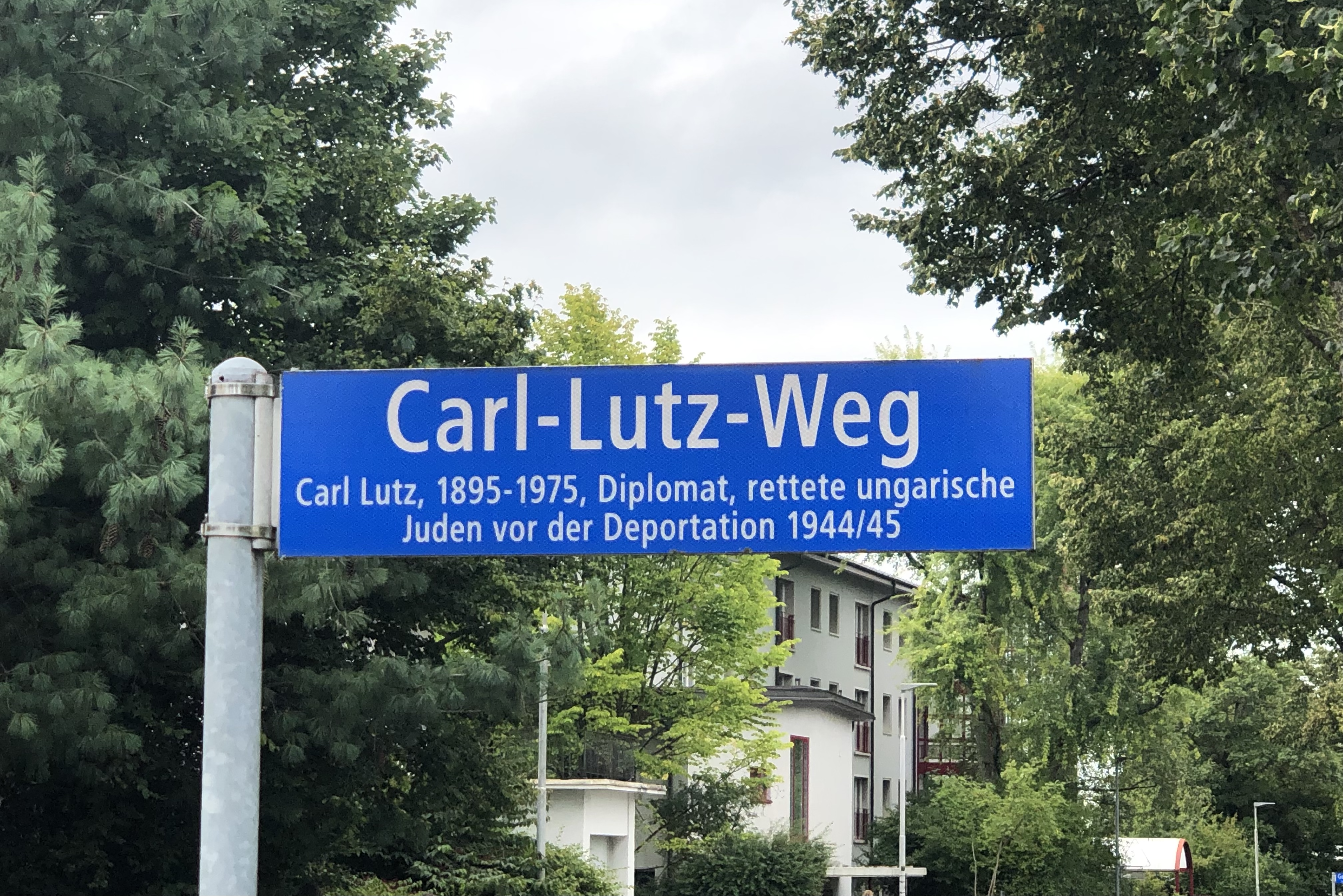
Carl-Lutz-Weg (chemin Carl Lutz), à Berne.

### Mémoriaux, plaques et événements commémoratifs
Depuis 1978, une plaque commémorative se situe sur un mur du temple de la commune de naissance de Lutz. En 2010, une plaque commémorative est inaugurée dans la maison que Lutz occupe lors de son affectation à Washington, au 1828 Corcoran Street.
Depuis 1991, le mémorial de l'Holocauste de Budapest à l'entrée de l'ancien ghetto de Budapest évoque son souvenir,. En avril 2006, une plaque comportant une sculpture de l'artiste hongrois Tamás Szabó est dévoilée à la Maison de verre. Quelques mois plus tard, un mémorial spécifique sur la place de la Liberté à Budapest est inauguré en décembre 2006 en présence du bourgmestre principal de Budapest, Gábor Demszky, de plusieurs diplomates, dont l'ambassadeur suisse, de même que György Vámos (président de la fondation Carl-Lutz). En 2018, une « Salle Carl Lutz » est inaugurée dans l'aile ouest du Palais fédéral, où siège le Département fédéral des affaires étrangères à Berne, en présence du conseiller fédéral Ignazio Cassis,. Une plaque commémorative y indique le texte suivant : 

« Cette salle est dédiée à toutes les collaboratrices et à tous les collaborateurs du Département qui, comme Carl Lutz, Harald Feller, Gertrud Lutz-Fankhauser, Ernst Vonrufs et Peter Zürcher en 1944–1945 à Budapest, ont fait preuve d’une grande humanité qui doit nous inspirer,. »

Un hommage lui est rendu ultérieurement en séance du Conseil national (chambre basse du Parlement suisse), le 24 septembre 2018.
Plusieurs colloques et expositions sont organisés pour commémorer de l'œuvre de Lutz, de sa femme Trudi et des autres diplomates suisses présents à Budapest lors de la Seconde Guerre mondiale. Une exposition est inaugurée à la bibliothèque Sourasky de l'université de Tel Aviv en décembre 2001. Un colloque est organisé en 2007 à l'Université de Bâle. Pour la Journée internationale dédiée à la mémoire des victimes de l'Holocauste de 2008, les Nations unies organise une exposition sur Carl Lutz et la Maison de verre à leur siège à New York. En août 2013, une exposition est organisée dans sa commune natale Walzenhausen pour commémorer le « courage moral ».

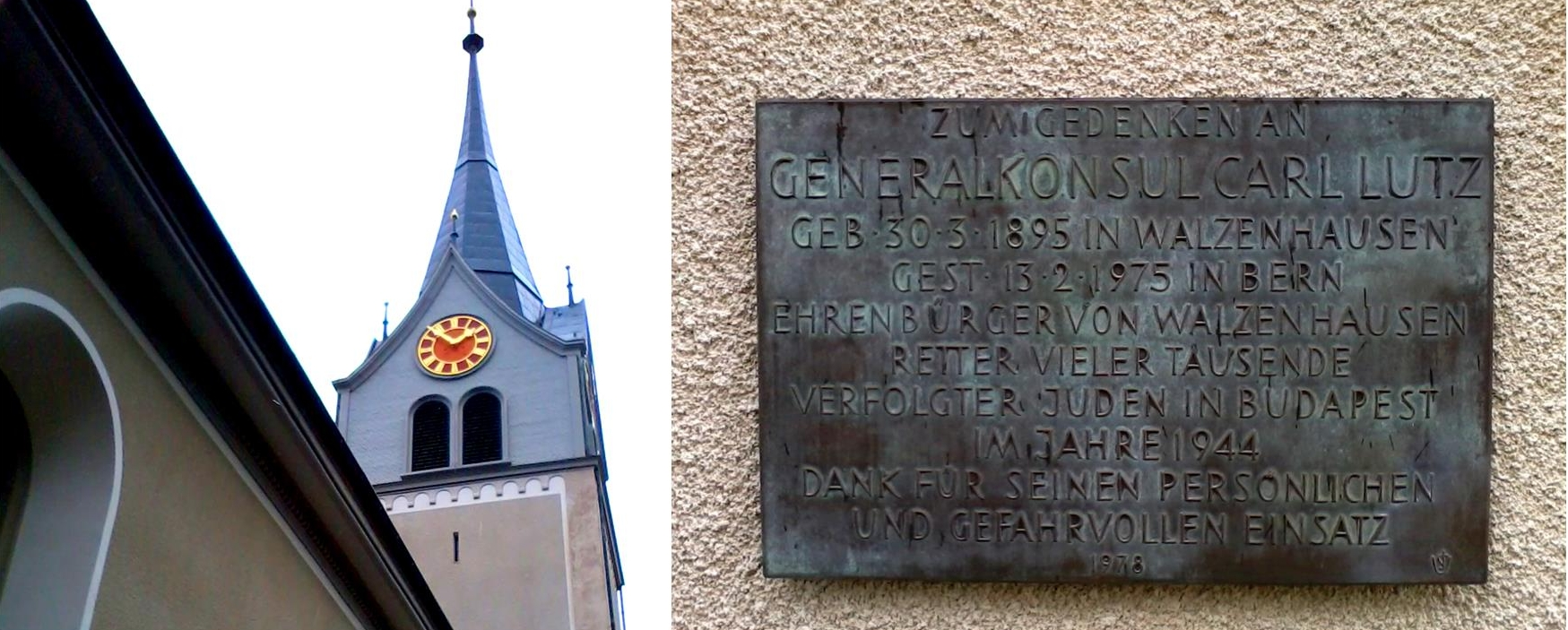
Plaque commémorative sur le temple à Walzenhausen, son village natal.
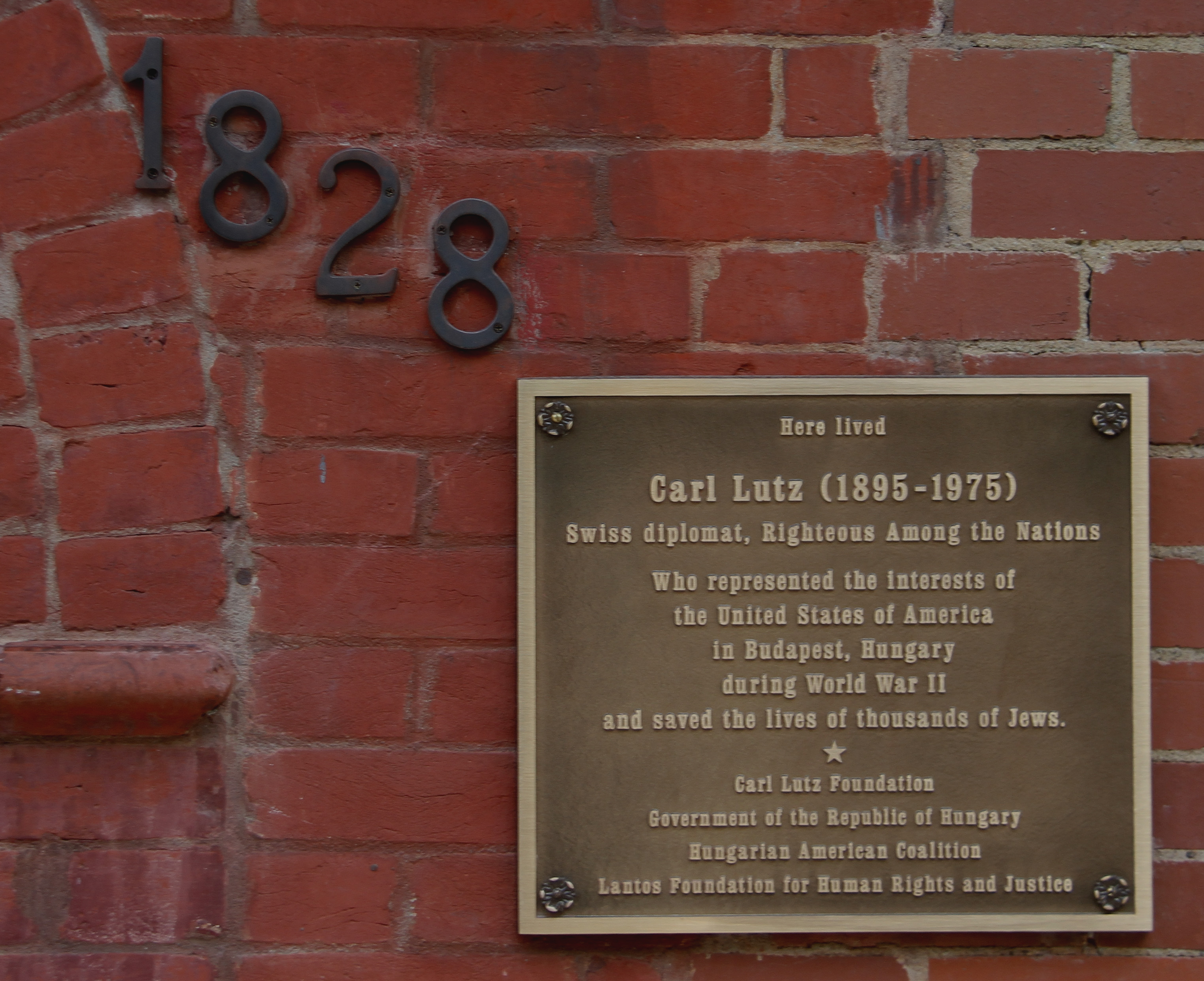
Plaque commémorative au domicile de Lutz lors de son affectation à Washington.
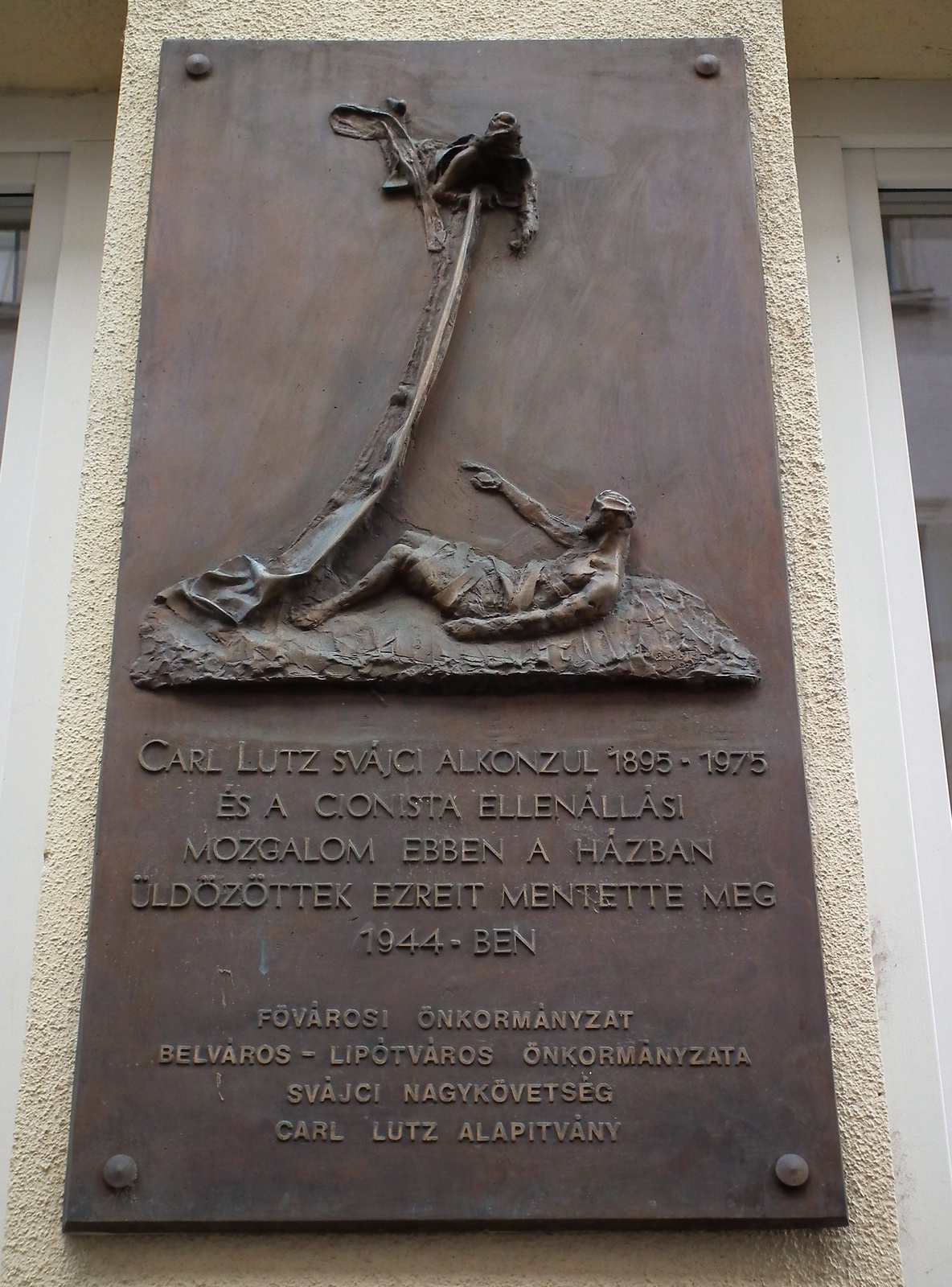
Plaque commémorative et relief en mémoire de Lutz sur la Maison de verre à Budapest.
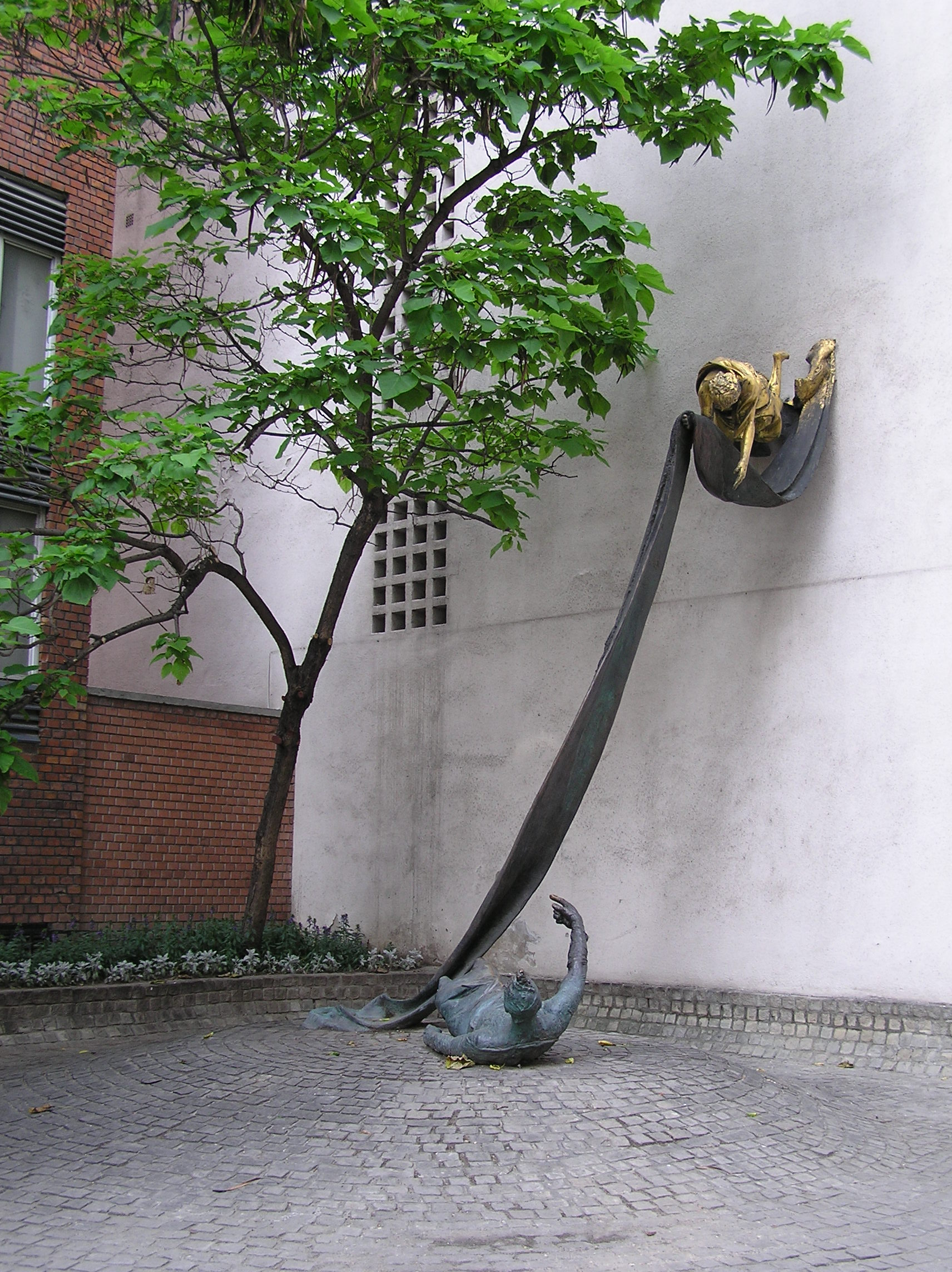
Monument en mémoire de l'œuvre de Lutz, rue Dob à Budapest.
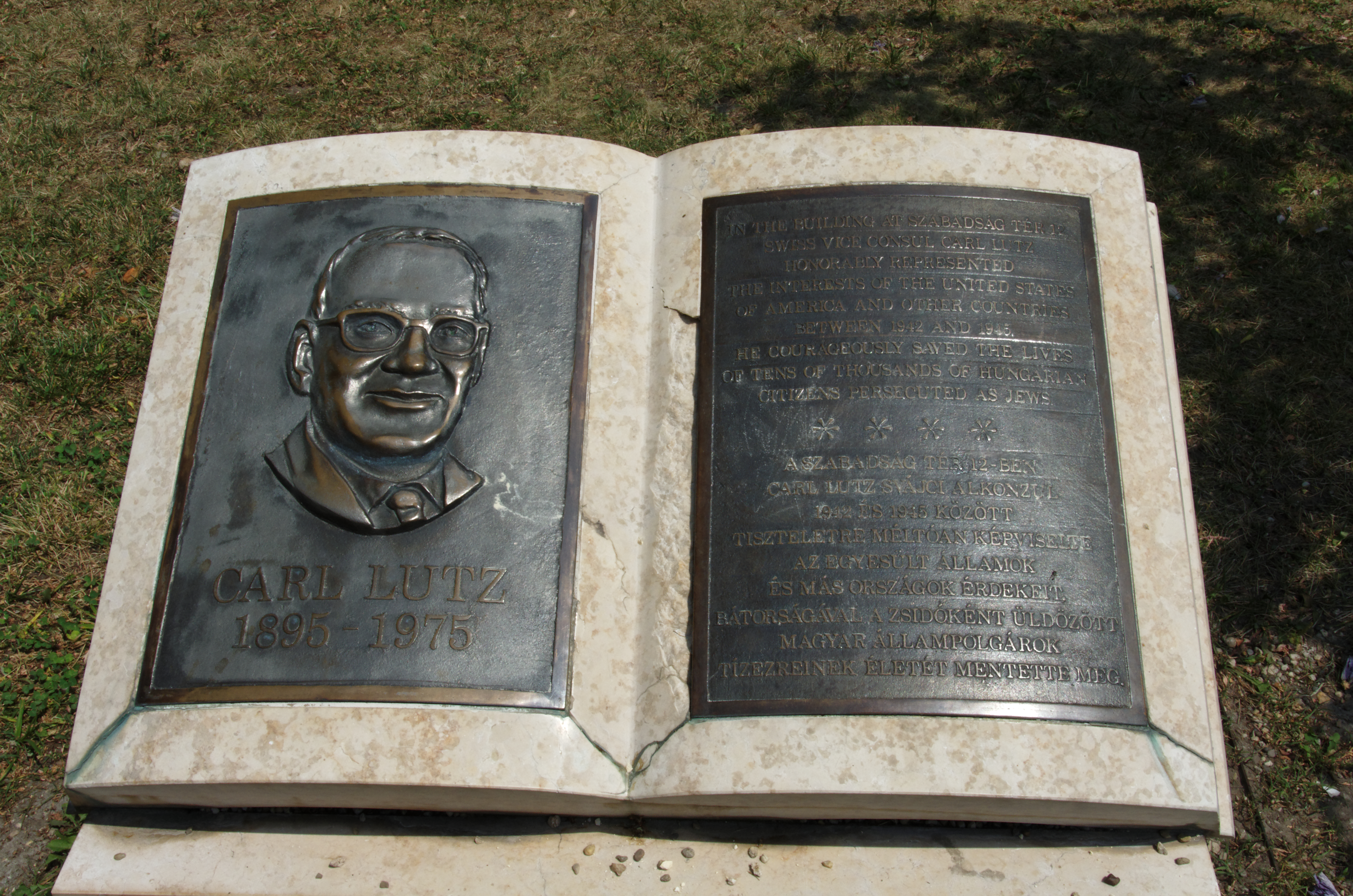
Mémorial Carl Lutz, Place de la Liberté à Budapest.

### Littérature, documentaire et représentation au cinéma
Plusieurs ouvrages et contributions scientifiques sont parues au sujet de Carl Lutz. Le théologien Theo Tschuy publie en 1995 un ouvrage de 530 pages sur Lutz, « un signe contre l'oubli et l'ingratitude », dont 80 pages biographiques, le reste étant dédiés à l'action de sauvetage à Budapest. L'ouvrage est traduit en hongrois et en anglais ; Tschuy reçoit le prix Angel Award en 2001 pour la traduction anglaise. L'entrée Carl Lutz fait son apparition dans le Dictionnaire historique de la Suisse en 1998-1999. À différentes intervalles relativement espacés depuis 1975, Lutz fait l'objet de plusieurs articles dans la presse ou de sujets à la télévision. Il est joué par William Hope dans le film Walking with the Enemy.

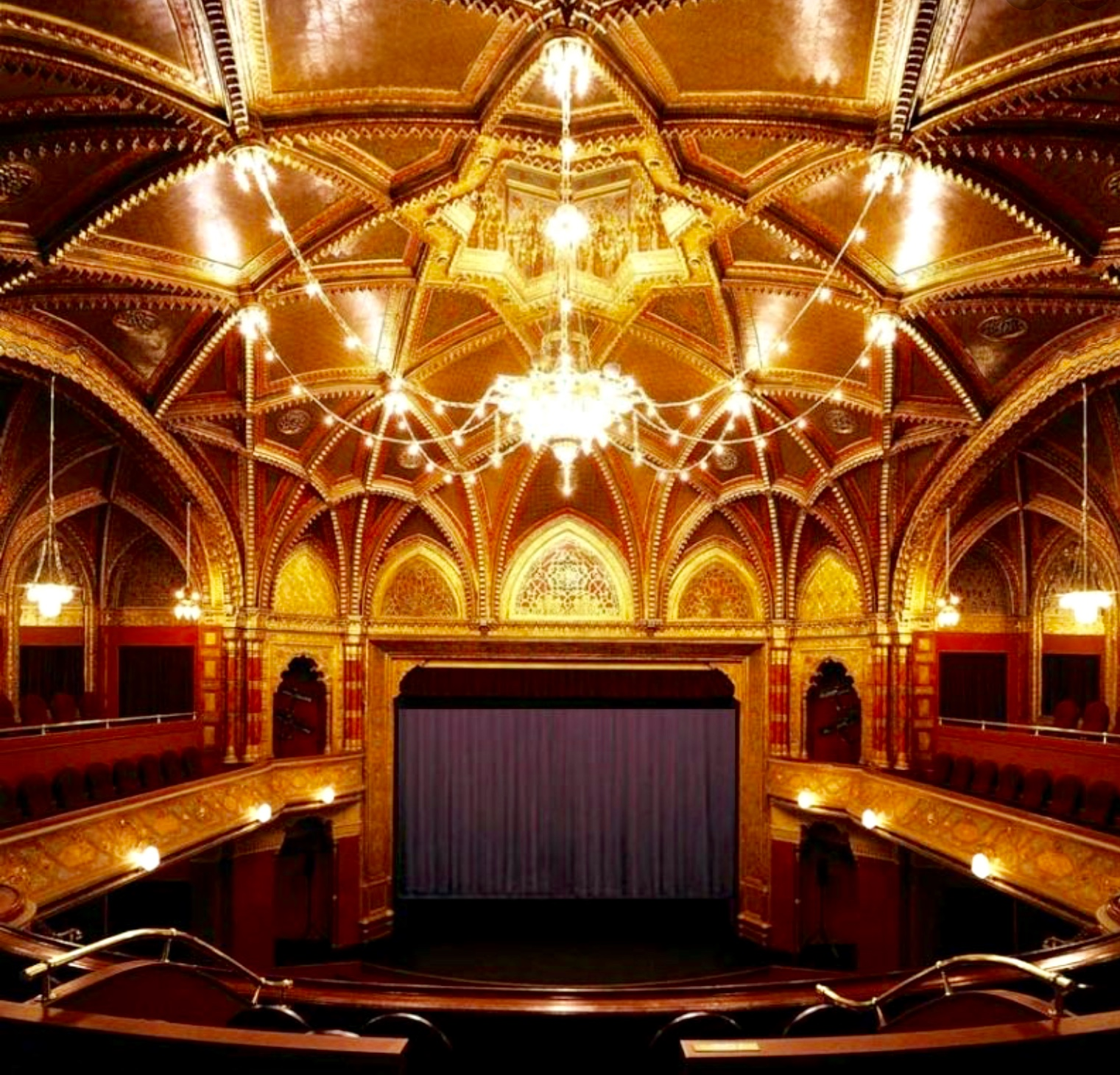
Salle du cinéma national Uránia (dans le quartier des Palais), où a lieu la première d'un film documentaire sur Lutz.

Un documentaire est réalisé en 2014 par Daniel von Aarburg pour SRF DOK (produit par SRF et 3sat) avec le titre « Carl Lutz – Der vergessene Held » (litt. Carl Lutz - Le Héros oublié),. La première a lieu à Budapest dans le cinéma national Uránia sur invitation de l'ambassade de Suisse en Hongrie.

### Associations et fondations
Depuis 2004, une fondation Carl Lutz existe à Budapest. Il existe l'association Carl Lutz, créée le 16 août 2018 à Berne avec Agnes Hirschi, fille adoptive de Carl Lutz. Il existe aussi le Cercle Carl Lutz à Genève.